# Чорноморські ігри
Чорноморські ігри — всеукраїнський благодійний дитячий фестиваль, що проводиться з 1998 року у місті Скадовськ Херсонської області, на березі Чорного моря. Наймасштабніший та найпрестижніший фестиваль на території України, заснований президентом компанії «Таврійські ігри» Миколою Баграєвим. У фестивалі беруть участь талановиті діти з усіх куточків України віком від 6 до 16 років.

## Історія

### 1998[4]
З 15 по 21 червня у місті Скадовську, на березі Чорного моря, відбувся І-ий Всеукраїнський благодійний дитячий фестиваль «Чорноморські Ігри», який проходив під патронатом Президента України Леоніда Кучми. Меценат дитячого фестивалю — Благодійний Таврійський Фонд. На фестивалі «Чорноморські Ігри» виступили 95 виконавців та 17 гуртів з 24 областей України. Участь у фестивалі для всіх учасників була безкоштовною, окрім цього вони отримали за рахунок організаторів безкоштовне помешкання та харчування. Глядачами попереднього прослуховування стали діти, які відпочивали в дитячих таборах довкола Скадовська, а концерти на великій сцені на березі Чорного моря спостерігали щодня близько 15 тисяч глядачів — мешканців та гостей Скадовська.

#### Переможці
| Категорія  | Група       |            | Переможці                                          |
| ---------- | ----------- | ---------- | -------------------------------------------------- |
| Вокалістки | до 10 років | I премія   | Дарія Павлишина, м. Черкаси                        |
| Вокалістки | до 10 років | II премія  | Костенко Діна, м. Долинське, Кіровоградської обл.  |
| Вокалістки | до 10 років | II премія  | Настя Рудакова, м. Миколаїв, 10 років              |
| Вокалістки | до 14 років | I премія   | Інна Говденко з, м. Сміла, Черкаської обл.         |
| Вокалістки | до 14 років | II премія  | Оксана Грицай, м. Бурштин, Івано-Франківської обл. |
| Вокалістки | до 14 років | II премія  | Христина Конечна, м. Тернопіль                     |
| Вокалістки | до 18 років | I премія   | Інна Шуствальт, м. Скадовськ                       |
| Вокалістки | до 18 років | II премія  | Ірина Голубець, м. Радехів, Львівської обл.        |
| Вокалістки | до 18 років | II премія  | Наталя Пихтіна, м. Донецьк                         |
| Вокалісти  | до 14 років | I премія   | Віталій Бобкович, м. Івано-Франківськ              |
| Вокалісти  | до 14 років | II премія  | Руслан Сильченко, м. Тернопіль, 13 років           |
| Вокалісти  | до 14 років | III премія | Павло Полуектов, м. Запоріжжя, 12 років            |
| Вокалісти  | до 18 років | II премія  | Євген Надолинський, м. Джанкой                     |
| Вокалісти  | до 18 років | II премія  | Едуард Саргсян, м. Ялта, 14 років                  |
| Вокалісти  | до 18 років | III премія | Тарас Планковський, м. Володимиро-Волинськ         |
| Гурти      | до 10 років | I премія   | шоу-група «Нотка», м. Кривий Ріг                   |
| Гурти      | до 10 років | II премія  | гурт «Дивоцвіт», м. Львів                          |
| Гурти      | до 14 років | I премія   | гурт «Барвінок», м. Дніпропетровськ                |
| Гурти      | до 14 років | II премія  | дует Андріанка та Захарко, м. Львів                |
| Гурти      | до 18 років | II премія  | гурт «Новий проект», м. Миколаїв                   |

#### Гості фестивалю
Гостями фестивалю «Чорноморські Ігри» були популярні українські виконавці — Олександр Пономарьов, гурт «Скрябін», Юрко Юрченко, Ірина Сказіна, Каріна Плай, Віктор Павлик, Оля Юнакова, гурт «Океан Ельзи», Лілія Білоус, гурт «Аква Віта», Ельзара Баталова.

#### Інші заходи
Щодня відбувались супутні заходи, які супроводжували фестиваль. Особливо цікавими видалися конкурси скульптури з піску, графіті — міського малюнку на стіні. Вони були серйозно продумані — для скульптур вантажівки завезли спеціальний пісок, а для малюнку — навмисно побілили стіну на набережній.
Кульмінацією розваг стала урочиста карнавальна хода, в якій взяли участь понад 600 дітей, переодягнених в казкових героїв, мешканців заморських країн, козаків і чумаків, в супроводі духових оркестрів, великих машин і глядачів.

### 1999[5]
7-13 червня у місті Скадовську, на березі Чорного моря відбувся II-й Всеукраїнський благодійний дитячий фестиваль «Чорноморські Ігри», що проходив під Патронатом Президента України Леоніда Кучми. У фестивалі взяли участь понад 1000 дітей з усіх областей України.
Вперше за історію дитячих фестивалів Гала-концерт транслювався в прямому ефірі ТРК «Ера» на Першому Національному. І це тільки початок — адже усі фестивальні дні вівся телевізійний запис для подальшого виготовлення телефільмів. На запрошення дітей до Скадовська приїхала дружина Президента України — Людмила Миколаївна Кучма.

#### Переможці
| Категорія  | Група         |                                                    | Переможці                                             |
| ---------- | ------------- | -------------------------------------------------- | ----------------------------------------------------- |
| Вокалістки | молодша група | I премія                                           | Христина Гриньох, м. Львів                            |
| Вокалістки | молодша група | II премія                                          | Юлія Забродська, м. Чернівці                          |
| Вокалістки | молодша група | III премія                                         | Юлія Сіренко, м. Южноукраїнськ, Миколаївської області |
| Вокалістки | середня група | I премія                                           | Ганна Палійчук, м. Червоноград Львівської області     |
| Вокалістки | середня група | II премія                                          | Ірина Мірошниченко, м. Кривий Ріг                     |
| Вокалістки | середня група | II премія                                          | Аліна Горностаєва, м. Харків                          |
| Вокалістки | середня група | III премія                                         | Тетяна Ліберман, м. Івано-Франківськ                  |
| Вокалістки | старша група  | I премія                                           | Наталя Мащенко, м. Дружковка, Донецької області       |
| Вокалістки | старша група  | I премія                                           | Оксана Сергієнко, м. Миргород, Полтавської області    |
| Вокалістки | старша група  | Настя Тетеря, м. Херсон (не брала участь у фіналі) |                                                       |
| Вокалісти  | молодша група | I премія                                           | Олександр Богданов, м. Торез, Донецької області       |
| Вокалісти  | молодша група | II премія                                          | Артем Ахмедов, м. Кременчук, Полтавської області      |
| Вокалісти  | молодша група | III премія                                         | Артем Солонік, м. Дніпропетровськ                     |
| Вокалісти  | старша група  | I премія                                           | Кирило Гарник, м. Одеса                               |
| Вокалісти  | старша група  | I премія                                           | Кирило Шморгун, м. Донецьк                            |
| Вокалісти  | старша група  | III премія                                         | Іван Березовський, м. Ярмолинці, Хмельницької області |
| Гурти      | молодша група | II премія                                          | «Крутые девчонки», м. Кривий Ріг                      |
| Гурти      | молодша група | III премія                                         | «Шоколад», м. Черкаси                                 |
| Гурти      | середня група | I премія                                           | «Коледж Фа», м. Кривий Ріг                            |
| Гурти      | середня група | II премія                                          | «Джем Сі», м. Дніпропетровськ                         |
| Гурти      | старша група  | I премія                                           | «Ка 2 ю», м. Одеса                                    |

Гран-прі фестивалю журі одноголосно присудило Ганні Палійчук з м. Червоноград Львівської області.

#### Журі
Журі у складі композитора Олега Харитонова, завідувача редакцією художніх програм радіо “Промінь” Олега Горського, композитора і керівника дитячої студії м. Бурштина (Івано-Франківська область) Ігора Іванціва, звукорежисера Олега Ступки, викладача вокалу училища ім. Р. м.  Глієра Тетяни Русової та координатора фестивалю Інни Вишняк. До складу долучались Анжеліка Рудницька, Таквор Баронян, Валентин Коваль, Руслана Лижичко, президент ТРК «Ера» Василь Климчук.

#### Гості фестивалю
Гостями II-го Всеукраїнського благодійного дитячого фестивалю «Чорноморські Ігри» стали лауреати «Чорноморських Ігор-98» та популярні гурти і виконавці — «Новый проект», «Игрушки», Руслана, Лілія Зарецька, Андрій Кравчук, «Льомі Льом і Проект», Наталка Могилевська.

#### Танцювальний конкурс
Естрадний танець
| 1-е місце | Хореографічне відділення Дитячої школи мистецтв, м. Васильків |
| 2-е місце | Зразкова студія естрадного танцю «Ренесанс», м. Кривий Ріг    |
| 3-е місце | Хореографічна студія «Провінційний балет», м. Скадовськ       |

Бальні танці
| 1-е місце | не присуджувалось            |
| 2-е місце | «Каравелла», м. Скадовськ    |
| 3-е місце | «Альборадо», м. Хмельницький |

#### Інші заходи
Вітаючи початок концертів на великій сцені вулицями Скадовська та берегом моря пройшов святковий карнавал, який вже став доброю традицією фестивалю. У карнавалі взяли участь понад 1600 дітей з 10-ти таборів відпочинку.
В рамках фестивалю було проведено конкурси дитячих малюнків та скульптур з піску.
На прощання переможці «Чорноморських Ігор-99» разом з переможцями першого фестивалю та багатотисячною публікою заспівали гімн фестивалю — пісню «Чорне море». Микола Баграєв погасив вогонь II-го Всеукраїнського благодійного дитячого фестивалю «Чорноморські Ігри» і, за традицією, проголосив початок підготовки до «Чорноморських Ігор-2000». Казка на березі Чорного моря завершилась яскравим фейєрверком.

### 2000[7]
З 19 по 25 червня 2000 року у м. Скадовськ, на березі Чорного моря, пройшов III-й Всеукраїнський благодійний дитячий фестиваль «Чорноморські Ігри».
На Гала-концерті з успішним проведенням III-го Всеукраїнського благодійного дитячого фестивалю «Чорноморські Ігри» привітав телеграмою Президент України Леонід Кучма, а Людмила Миколаївна Кучма приїхала до Скадовська і особисто спостерігала за перебігом фестивальних подій.

#### Переможці
| Категорія  | Група         |            | Переможці                                                     |
| ---------- | ------------- | ---------- | ------------------------------------------------------------- |
| Вокалістки | молодша група | I премія   | Маріанна Ластовецька (Марі-Анна), 10 років, м. Львів          |
| Вокалістки | молодша група | II премія  | Тетяна Лізгунова (Татуся), 8 років, м. Миколаїв               |
| Вокалістки | молодша група | III премія | Олена Романюк, 8 років, м. Вінниця                            |
| Вокалістки | середня група | I премія   | Ірина Корнелюк, 13 років, м. Ковель Волинської області        |
| Вокалістки | середня група | II премія  | Марина Шаповалова, 13 років, м. Кривий Ріг                    |
| Вокалістки | середня група | II премія  | Аліна Лєбєдєва, 14 років, м. Київ                             |
| Вокалістки | середня група | III премія | Ірина Крапивіна, 14 років, м. Київ                            |
| Вокалістки | старша група  | I премія   | Юлія Вдовенко, 16 років, м. Гола Пристань Херсонської області |
| Вокалістки | старша група  | I премія   | Пауліна Дмитренко, 16 років, м. Харків                        |
| Вокалістки | старша група  | II премія  | Євгенія Дубова, 16 років, м. Лозова Харківської області       |
| Вокалістки | старша група  | III премія | Тетяна Решетняк, 16 років, м. Чернівці                        |
| Вокалісти  | молодша група | I премія   | Микола Бобровський, 12 років, м. Єнакієве Донецької області   |
| Вокалісти  | молодша група | II премія  | Ярослав Рудий, 12 років, м. Світлодарськ Донецької області    |
| Вокалісти  | молодша група | III премія | Юрій Юрченко, 11 років, м. Глобине Полтавської області        |
| Вокалісти  | старша група  | I премія   | Олександр Панайотов, 16 років, м. Запоріжжя                   |
| Вокалісти  | старша група  | II премія  | Михайло Хома, 16 років, м. Новояворівськ                      |
| Вокалісти  | старша група  | III премія | Руслан Сільченко, 15 років, м. Тернопіль                      |
| Гурти      | молодша група | I премія   | ансамбль «Фенікс», м. Чернівці                                |
| Гурти      | молодша група | II премія  | театр естрадної пісні «Аліса», м. Кривий Ріг                  |
| Гурти      | середня група | I премія   | ансамбль «Притендес», м. Чернівці                             |
| Гурти      | середня група | II премія  | група «Вот так!», м. Кривий Ріг                               |
| Гурти      | старша група  | II премія  | група «Версаль», м. Київ                                      |
| Гурти      | старша група  | III премія | вокальний квартет «Нота-нео», м. Луцьк                        |

Гран-прі III-го Всеукраїнського благодійного дитячого фестивалю «Чорноморські Ігри» було присуджено Олександру Панайотову з м. Запоріжжя.

#### Журі
Журі вокального конкурсу у складі: Олег Горський (завідувач редакції музичних програм радіо "Промінь"), Валентин Коваль (артдиректор фестивалю «Чорноморські Ігри»), Олег Ступка (президент асоціації звукорежисерів України), Владислав Тодьєришко (керівник департаменту реклами та маркетингу фірми «Тік-Так»), Олег Харитонов (композитор, аранжувальник), Олександр Чукаленко (лідер групи «Барон»)

#### Гості фестивалю
В якості гостей фестивалю виступили: Олександр Пономарьов, гурт «Скрябін», Юрій Юрченко, Дмитро Клімашенко, Каріна Плай, Мілана.

#### Танцювальний конкурс
Естрадний танець
| 1-е місце | «Аліса», м. Керч                      |
| 2-е місце | «Ювента», м. Кривий Ріг               |
| 2-е місце | «Перлина», м. Дніпропетровськ         |
| 3-е місце | «Юнги», м. Миколаїв                   |
| 3-е місце | «Дивертисмент», м. Бердянськ          |
| 3-е місце | «Мрія», м. Бершадь Вінницької області |

Народний танець
| 1-е місце | «Полісяночка», м. Рівне               |
| 2-е місце | «Юнги», м. Миколаїв                   |
| 2-е місце | «Дружба», м. Рівне                    |
| 3-е місце | «Любич», м. Бровари Київської області |
| 3-е місце | «Веселые ребята», м. Скадовськ        |
| 3-е місце | «Юный металлург», м. Алчевськ         |

#### Інші заходи
В рамках «Чорноморських Ігор» відбувся I-й Міжнародний дитячий конкурс «Маленька Міс Світу-2000», у якому взяли участь 13 дівчаток. Організували конкурс продюсерський центр «Крок» (м. Донецьк) та центр моди «Європа» (м. Харків).

### 2001[8]
З 18 по 24 червня 2001 року в місті Скадовськ, на березі Чорного моря, проводився IV Всеукраїнський благодійний дитячий фестиваль «Чорноморські Ігри», що проходить під Патронатом Президента України Леоніда Кучми.
Розпочався фестиваль символічним відкриттям в палаці культури ім. Т. Г. Шевченка, в якому взяли участь танцювальні колективи та вокалісти, котрі на той час вже прибули до Скадовська і були переглянуті на репетиціях.

#### Переможці
| Категорія  | Група         |            | Переможці                                                       |
| ---------- | ------------- | ---------- | --------------------------------------------------------------- |
| Вокалістки | молодша група | I премія   | Марина Пархоменко, 10 років, с. Петрівське(?) Київської області |
| Вокалістки | молодша група | II премія  | Юніка, 10 років, м. Нікополь Дніпропетровської області          |
| Вокалістки | молодша група | II премія  | Марина Недоліз, 9 років, м. Луцьк                               |
| Вокалістки | середня група | I премія   | Ірина Розенфельд, 12 років, м. Керч                             |
| Вокалістки | середня група | II премія  | Вікторія Самойленко, 14 років, м. Кривий Ріг                    |
| Вокалістки | середня група | III премія | Ганна Коляда, 13 років, м. Київ                                 |
| Вокалістки | старша група  | I премія   | Аліна Горностаєва, 16 років, м. Харків                          |
| Вокалістки | старша група  | I премія   | Оксана Романюк, 16 років, м. Бурштин Івано-Франківської області |
| Вокалістки | старша група  | I премія   | Анастасія Захарська, 17 років, м. Херсон                        |
| Вокалістки | старша група  | II премія  | Євгенія Сахарова, 15 років, м. Черкаси                          |
| Вокалісти  | молодша група | I премія   | Юрій Матвійчук, 11 років, м. Луцьк                              |
| Вокалісти  | молодша група | II премія  | Максим Герасименко, 9 років, м. Харків                          |
| Вокалісти  | молодша група | III премія | Іван Дорн, 12 років, м. Славутич Київської області              |
| Вокалісти  | старша група  | I премія   | Сергій Безуглий, 17 років, м. Запоріжжя                         |
| Вокалісти  | старша група  | I премія   | Тимур, 17 років, м. Фастів Київської області                    |
| Вокалісти  | старша група  | II премія  | Євген Анішко, 17 років, м. Дзержинськ Донецької області         |
| Гурти      | молодша група | II премія  | «Матрёшки», м. Одеса                                            |
| Гурти      | молодша група | II премія  | «Фантазёрики», м. Кривий Ріг                                    |
| Гурти      | молодша група | III премія | «Ленас-Жаналі», м. Чернівці                                     |
| Гурти      | середня група | I премія   | «Калита», м. Черкаси                                            |
| Гурти      | середня група | II премія  | «Мартин Хор», м. Львів                                          |
| Гурти      | старша група  | II премія  | «Коледж Фа», м. Кривий Ріг                                      |
| Гурти      | старша група  | III премія | «Марлен», м. Умань Черкаської області                           |

Гран-прі IV Всеукраїнського благодійного дитячого фестивалю «Чорноморські Ігри» виборола Анастасія Захарська.

#### Журі
Євген Ступка — директор студії звукозапису «Столиця звукозапис»; Лілія Остапенко — викладач вокалу Київського національного університету культури і мистецтв; Леонід Тринос — викладач вокалу в Київського естрадно-циркового училища, професор-фоніатор; Міла Макаревич — ведуча програми «Мелорама»; Марина Одольська — співачка; Сергій Манек — співак; Асія Ахат — всесвітньовідома скрипалька, Наталя Могилевська; Інна Вишняк — координатор фестивалю.

#### Гості фестивалю
Сергій Манек, Марина Одольська, Асія Ахат, балет «А-6», Наталя Могилевська.

#### Танцювальний конкурс
Журі танцювального конкурсу: Олександр Леоненко — хореограф, заслужений працівник культури Бурятії; Олександр Колосок — професор факультету хореографічного мистецтва Київського національного університету культури і мистецтв та Державної академії керівних кадрів культури і мистецтв; Дмитро Криворучко — заслужений діяч мистецтв України, головний режисер «Таврійських Ігор».
Естрадний танець
Номінація «Малі форми»
| 1-е місце | «Візаві», м. Харків                                     |
| 2-е місце | Ніна Мітяєва, м. Одеса                                  |
| 3-е місце | «Квіти України», м. Южноукраїнськ Миколаївської області |

Номінація «Шоу-балет»
| 1-е місце | «Фенікс», м. Запоріжжя                  |
| 2-е місце | «Надія», м. Дружківка Донецької області |
| 3-е місце | «Анжеліка», м. Харків                   |

Номінація «Естрадний танок»
| 1-е місце | «Восторг», м. Павлоград Дніпропетровської області |
| 1-е місце | The Best, м. Чернігів                             |
| 2-е місце | «Стиль», м. Дніпропетровськ                       |

Народний танець
| 1-е місце | «Юність», м. Павлоград Дніпропетровської області        |
| 1-е місце | «Промінь», м. Харків                                    |
| 2-е місце | «Зірниця», м. Донецьк                                   |
| 2-е місце | «Радість», м. Каховка                                   |
| 3-е місце | «Барвінок», м. Полтава                                  |
| 3-е місце | «Квіти України», м. Южноукраїнськ Миколаївської області |

Звання «Абсолютний переможець» отримали два колективи: «Фенікс» (м. Запоріжжя) та «Восторг» (м. Павлоград Дніпропетровської області).

#### Інші заходи
На скадовській набережній пройшов конкурс малюнків на стіні та конкурс скульптур з піску. Перше місце у конкурсі малюнків на стіні посіла дівчинка на прізвище Єрмакова зі скадовського районного будинку культури «Палітра» з малюнком «Боротьба стихій»; у конкурсі скульптур з піску — табір відпочинку «Слава» зі скульптурою «В підводному царстві». Побачив світ перший номер фестивальної газети «Чорноморські Ігри». Це видання готується силами прес-центру фестивалю та юнкорів редакції харківської газети для підлітків «БА-БАХ!!!», яка була одним з перших незалежних видань для молоді у колишньому СРСР. Вік авторів газети приблизно такий, як і учасників фестивалю, тому вони роблять це видання близьким і зрозумілим для юних глядачів і артистів.
В останній день фестивалю вулицями міста проходив карнавал, в якому брали участь діти з таборів відпочинку та Нептун зі своєю свитою. Вже стало традицією фестивалю, що Нептун з'являється на сцені і вітає «Чорноморські Ігри». А офіційно на великій сцені IV Всеукраїнський благодійний дитячий фестиваль «Чорноморські Ігри» відкрили губернатор Херсонської області Олександр Вербицький, голова Скадовської райдержадміністрації Анатолій Власенко, генеральний директор ЗАТ «Таврійські Ігри» Віктор Павленко.

### 2002[9]
З 15 по 21 липня 2002 року в місті Скадовськ Херсонської області на березі Чорного моря відбувся V Ювілейний Всеукраїнський благодійний дитячий фестиваль «Чорноморські Ігри», що проходив під Патронатом Президента України Леоніда Кучми.

#### Переможці
| Категорія  | Група         |            | Переможці                                           |
| ---------- | ------------- | ---------- | --------------------------------------------------- |
| Вокалістки | молодша група | I премія   | Злата Додатко, м. Кривий Ріг                        |
| Вокалістки | молодша група | II премія  | Юлія Соловйова, м. Житомир                          |
| Вокалістки | молодша група | II премія  | Тетянка Лізгунова, м. Миколаїв                      |
| Вокалістки | молодша група | III премія | Рената Штіфель, м. Ужгород                          |
| Вокалістки | середня група | I премія   | Ксенія Шадурська, м. Алушта                         |
| Вокалістки | середня група | II премія  | Юлія Сіренко, м. Южноукраїнськ                      |
| Вокалістки | середня група | II премія  | Олександра Данилочкіна, м. Одеса                    |
| Вокалістки | середня група | III премія | Ганна Шумаріна, м. Скадовськ                        |
| Вокалістки | старша група  | I премія   | Оксана Грицай, м. Бурштин                           |
| Вокалістки | старша група  | I премія   | Олена Омаргалієва, м. Черкаси                       |
| Вокалістки | старша група  | II премія  | Лідія Кудрявцева, м. Черкаси                        |
| Вокалістки | старша група  | III премія | Олена Додик, м. Южноукраїнськ                       |
| Вокалісти  | молодша група | I премія   | Андрій Савінчук, м. Луцьк                           |
| Вокалісти  | молодша група | II премія  | Павло Дасюк, м. Хмельницький                        |
| Вокалісти  | молодша група | II премія  | Олександр Калашников, м. Артемово Донецької області |
| Вокалісти  | молодша група | III премія | Ян Костирко, м. Харків                              |
| Вокалісти  | старша група  | I премія   | Валентин Савенко, м. Южноукраїнськ                  |
| Вокалісти  | старша група  | II премія  | Артем Солонік, м. Дніпропетровськ                   |
| Вокалісти  | старша група  | II премія  | Іван Шмалій, м. Кривий Ріг                          |
| Вокалісти  | старша група  | III премія | Микола Бобровський, м. Єнакієво                     |
| Гурти      | молодша група | I премія   | «Ля-ля-фа», м. Кривий Ріг                           |
| Гурти      | молодша група | II премія  | «Ластівка», м. Бурштин                              |
| Гурти      | молодша група | III премія | «Диво», м. Одеса                                    |
| Гурти      | середня група | I премія   | Дует «Отражение», м. Харків                         |
| Гурти      | середня група | II премія  | «Фенікс», м. Чернівці                               |
| Гурти      | середня група | III премія | «Забава», м. Одеса                                  |
| Гурти      | старша група  | I премія   | «Евіта», м. Каховка                                 |
| Гурти      | старша група  | II премія  | «Ексклюзив», м. Кривий Ріг                          |
| Гурти      | старша група  | III премія | «Притендес», м. Чернівці                            |

За рішенням журі Гран-прі V Всеукраїнського благодійного дитячого фестивалю «Чорноморські Ігри» виборов 16-річний Валентин Савенко з Южноукраїнська.

#### Журі
До складу журі вокального конкурсу увійшли: Лілія Остапенко (старший викладач естрадного вокалу Київського Національного університету культури і мистецтв, композитор, співачка), Тетяна Русова (викладач по класу естрадного вокалу Київського державного музичного училища ім. Глієра), Володимир Остапенко (звукорежисер, продюсер фестивалю «Горизонти джазу» та ансамблю «Джаз-експромт»), Леонід Трінос (викладач вокалу в естрадно-цирковому училищі, професор-фоніатор), Катерина Бужинська (співачка, переможниця багатьох міжнародних вокальних конкурсів), Ігор Квелєнков (продюсер, звукорежисер), Інна Вишняк (координатор фестивалю «Чорноморські Ігри»).

#### Гості фестивалю
Як гість фестивалю виступила переможниця багатьох конкурсів, краща співачка України 2001 року Ані Лорак. У фіналі свята переможці вокального конкурсу V Всеукраїнського благодійного дитячого фестивалю «Чорноморські Ігри» виконали гімн фестивалю — пісню «Чорне море», а танцювальні колективи виконали зведений танець «Карнавал». Провели фестиваль Христина Гриньох та Максим Неліпа.
У Гала-концерті також взяли участь володарі Гран-прі та перших премій фестивалю попередніх років: Анна Палійчук, Олександр Панайотов, Настя Захарська, Марина Пархоменко, Інна Шустваль.

#### Танцювальний конкурс
Журі фінального конкурсу танцювальних колективів (Олександр Леоненко — заслужений артист України, доцент хореографії; Олександр Колосок — професор факультету хореографічного мистецтва Київського національного університету культури і мистецтв та Державної академії керівних кадрів культури і мистецтв; Дмитро Криворучко — заслужений діяч мистецтв України, головний режисер «Таврійських Ігор»; Тетяна Леоненко — солістка Миколаївського музичного театру) розподілило місця у конкурсі таким чином:
Народний танець
| 1-е місце | «Галатея», м. Бровари        |
| 2-е місце | «Сонечко», м. Миколаїв       |
| 2-е місце | «Джерельце», м. Шостка       |
| 3-е місце | «Юний металург», м. Алчевськ |
| 3-е місце | «Соколята», м. Київ          |

Екстрім
| 1-е місце | «Оазис», м. Херсон            |
| 2-е місце | The Best, м. Чернігів         |
| 2-е місце | «Едельвейс», м. Южноукраїнськ |

Номінація «Шоу-балет»
| 1-е місце | «Кіндер-сюрприз», м. Кременчук) |
| 1-е місце | «Сюрприз», м. Дніпропетровськ)  |
| 2-е місце | «Оазис», м. Херсон)             |
| 2-е місце | «Анжеліка», м. Харків)          |

Номінація «Естрадний танець»
| 1-е місце | «Степ-компанія», м. Вінниця)  |
| 1-е місце | «Аліска», м. Керч)            |
| 2-е місце | «Алегро», м. Дніпропетровськ) |
| 2-е місце | «Лілея», м. Київ)             |
| 3-е місце | «Ангажемент», м. Біла Церква) |

#### Інші заходи
На скадовській набережній та у ДОТ «Слава» пройшов III міжнародний фестиваль повітряних зміїв «Кольорове небо». У холі палацу культури ім. Т. Г. Шевченка відкрилася виставка дитячих малюнків, в якій взяли участь діти, які відпочивають у цей час у численних пансіонатах м. Скадовська. Темами дитячої творчості були «Я досягну успіху без куріння» та «Я люблю небо». А 22 липня на березі моря відбувся конкурс скульптур з піску та конкурс графіті. Ось результати цих конкурсів:
Конкурс на кращий малюнок
| 1-е місце | оздоровчий центр «Таврія» (Сакада Інна та Петренко Ольга за композиції «Підводний світ» та «Чайки») |
| 2-е місце | табір «Орлятко» (Антонова Катя за малюнок «Сімейка корівок на відпочинку»)                          |
| 3-е місце | оздоровчий табір ім. І.Голубця (Тельман Тетяна за малюнок «Острів скарбів»)                         |
| 3-е місце | будинок відпочинку «Скадовськ» (Болдарь Олена та Рябошиць Юля за малюнок «Молочний капітан»)        |

Скульптура на піску
| 1-е місце | табір відпочинку «Слава» за композицію «Батько Чорномор»  |
| 2-е місце | «Романтик» за композицію «Корівка на пляжі»               |
| 3-е місце | будинок відпочинку «Скадовськ» за композицію «Русалонька» |
| 3-е місце | оздоровчий табір «Ластівка» за композицію «Дельфінчик»    |

### 2003[10]
7-13 липня 2003 року в місті Скадовськ Херсонської області на березі Чорного моря відбувся VI Всеукраїнський благодійний дитячий фестиваль «Чорноморські Ігри», що проходив під Патронатом Президента України Леоніда Кучми та за підтримки Міністерства культури і мистецтв України. Меценатом фестивалю виступила компанія «Нафтогаз України».

#### Переможці
| Категорія  | Група         |            | Переможці                                               |
| ---------- | ------------- | ---------- | ------------------------------------------------------- |
| Вокалістки | молодша група | I премія   | Марієтта Іванова, м. Київ, 7 років                      |
| Вокалістки | молодша група | II премія  | Олена Кучирка, м. Червонопартизанськ, 8 років           |
| Вокалістки | молодша група | III премія | Аліна Попова, м. Харків, 10 років                       |
| Вокалістки | середня група | I премія   | Ірина Ушаньова, м. Красний Луч, 14 років                |
| Вокалістки | середня група | II премія  | Марина Недоліз, м. Луцьк, 11 років                      |
| Вокалістки | середня група | II премія  | Марина Лученко, м. Вінниця, 14 років                    |
| Вокалістки | середня група | III премія | Марія Кучер, м. Кривий Ріг, 12 років                    |
| Вокалістки | старша група  | I премія   | Аліна Стародумова, м. Одеса, 16 років                   |
| Вокалістки | старша група  | II премія  | Валерія Калужська (Klея), м. Донецьк, 16 років          |
| Вокалістки | старша група  | III премія | Ольга Лізгунова, м. Миколаїв, 16 років                  |
| Вокалісти  | молодша група | I премія   | Артем Белеуш, м. Кам'янець-Подільський, 11 років        |
| Вокалісти  | молодша група | II премія  | Олександр Мархалевський, м. Луцьк, 10 років             |
| Вокалісти  | молодша група | II премія  | Степан Мацюк, м. Чернівці, 12 років                     |
| Вокалісти  | молодша група | III премія | Нестор Лучко, м. Івано-Франківськ, 11 років             |
| Вокалісти  | молодша група | III премія | Дмитро Карагодін, м. Цюрупинськ, 12 років               |
| Вокалісти  | старша група  | I премія   | Андрій Каліжук, м. Дебальцево, 14 років                 |
| Вокалісти  | старша група  | II премія  | Сергій Грінкевич, м. Дзержинськ, 15 років               |
| Вокалісти  | старша група  | II премія  | Олег Горинюк, м. Чернівці, 16 років                     |
| Вокалісти  | старша група  | III премія | Андрій Білоус, м. Чернівці, 16 років                    |
| Гурти      | молодша група | I премія   | Зразкова вокальна шоу-група «Люстерко», м. Кременчук    |
| Гурти      | молодша група | II премія  | «Тутті-фрутті», м. Кривий Ріг                           |
| Гурти      | молодша група | III премія | Дитяча зразкова вокальна група «Вікторія», м. Гадяч     |
| Гурти      | середня група | I премія   | ?                                                       |
| Гурти      | середня група | II премія  | ?                                                       |
| Гурти      | середня група | III премія | ?                                                       |
| Гурти      | старша група  | I премія   | Зразковий вокальний ансамбль «Гармонія», м. Красний Луч |
| Гурти      | старша група  | II премія  | Дует «Двоє», м. Одеса                                   |
| Гурти      | старша група  | III премія | Група «КаприZ», м. Миколаїв                             |

За рішенням журі Гран-прі VI Всеукраїнського благодійного дитячого фестивалю «Чорноморські Ігри» виборола Аліна Стародумова.
Спеціальний приз від «ІП-Фонду» за волю до перемоги — «Золоту нотку» — отримала наймолодша фіналістка Марієтта Іванова.

#### Журі
До складу журі вокального конкурсу увійшли: Ірина Шинкарук (співачка, викладач естрадного вокалу Київського Національного університету культури і мистецтв), Каріна (популярна співачка), Олег Грінченко (композитор, аранжувальник), Ігор Добролеж (продюсер студії «Грін-рекордз»), Валентин Коваль (генеральний продюсер Першого Всеукраїнського музичного каналу «М1»), Інна Вишняк (координатор фестивалю «Чорноморські Ігри»).

#### Гості фестивалю
Як гості фестивалю виступили Ірина Шинкарук, Євгенія Власова, Каріна, Віктор Павлік.

#### Танцювальний конкурс
Глядачі «Чорноморських Ігор» стали також свідками фіналу танцювального конкурсу. У журі танцювального конкурсу працювали: Олександр Леоненко (заслужений артист України, заслужений працівник культури, доцент хореографії, головний балетмейстер Академічного театру драми та музкомедії м. Миколаєва), Тетяна Леоненко (солістка Академічного театру драми та музкомедії м. Миколаєва), Дмитро Криворучко (заслужений діяч мистецтв України, генеральний директор «Таврійських Ігор»).
Народний танець
| 1-е місце | не присуджувалось        |
| 2-е місце | «Радість», Каховка       |
| 2-е місце | «Червона калина», Херсон |

Стилізований фолк
| 1-е місце | «Браво», Одеса |
| 2-е місце | ?              |
| 3-е місце | ?              |

Драйв-синхрон
| 1-е місце | «Едельвейс», Южноукраїнськ |
| 2-е місце | ?                          |
| 3-е місце | ?                          |

Театр естрадного танцю
| 1-е місце | «Оазис», Херсон |
| 2-е місце | ?               |
| 3-е місце | ?               |

Естрадно-спортивний танець
| 1-е місце | «Бліц», Керч |
| 2-е місце | ?            |
| 3-е місце | ?            |

Шоу-балет
| 1-е місце | «Оазис», молодша група, м. Херсон |
| 1-е місце | «Джерельце», Макіївка             |
| 2-е місце | ?                                 |
| 3-е місце | ?                                 |

Приз глядацьких симпатій отримали Артем Белеуш та ансамбль «Джерельце».

#### Інші заходи
В рамках фестивалю виступили найкращі дитячі брейк-дансові колективи України з Чернігова, Сум та Києва.
На скадовській набережній та у ДОТ «Слава» проходив II міжнародний фестиваль повітряних зміїв «Кольорове небо».
Впродовж усіх фестивальних днів у ДОТ «Слава» відбувалась традиційна дитяча дискотека, організована «Чорноморськими Іграми».
У холі палацу культури ім. Т. Г. Шевченка була відкрита виставка дитячих малюнків, в якій взяли участь діти, що відпочивали у цей час у численних пансіонатах м. Скадовська. Основними темами дитячої творчості були, звичайно, море, сонце, дельфіни і «Чорноморські Ігри». А 10 липня на березі моря відбувся конкурс скульптур з піску та конкурс графіті. Результати конкурсів:
Конкурс на кращий малюнок на стіні
| 1-е місце | оздоровчий центр «Таврія» (за малюнок «Підводний світ»)                             |
| 2-е місце | оздоровчий табір «Алые паруса» (за малюнок "Мрія про всесвітні «Чорноморські Ігри») |
| 3-е місце | оздоровчий табір «Ластівка» (за малюнок «Скадовськ-2003»)                           |

Скульптура на піску
| 1-е місце | оздоровчий табір «Романтик» (за композицію «Вперед до мрії!»)                              |
| 2-е місце | оздоровчий табір «Веселка» (за композицію «На „Ігри“ прибув Нептун і спостерігає за ними») |
| 3-е місце | оздоровчий табір ім. Усова (за композицію "Замок «Серце дракона»)                          |

Силами юнкорів було підготовлено 2 номери фестивальної газети «Чорноморські Ігри».

### 2004[11]
19 липня 2004 року в місті Скадовськ Херсонської області на березі Чорного моря розпочався VII Всеукраїнський благодійний дитячий фестиваль «Чорноморські Ігри», що проходив під патронатом Президента України Леоніда Кучми за підтримки Міністерства культури і мистецтв України та соціального проєкту «Я досягну успіху без куріння». Спонсори — авіакомпанія «Аеросвіт», LG Electronics. Ініціатором та організатором фестивалю виступає група компаній «Таврійські Ігри».
Для того, щоб потрапити на фестиваль, юним вокалістам необхідно було пройти відбір фахівців, які входили до складу журі. Причому відбір відбувався як очно — під час регіональних відбіркових турів, так і заочно — після прослуховування фонограм. Всього на адресу фестивалю для участі у конкурсі вокалістів надійшло понад 500 зголошень від 1500 дітей із усіх областей України. Після першого туру прослуховування для участі у другому турі фестивалю запрошено 72 вокальні одиниці (з них 11 вокальних груп).
На відміну від минулих фестивалів на 7-х «Чорноморських Іграх» у зв'язку з невисокою конкуренцією в окремих вікових групах у номінації «Вокальні шоу-групи» було вирішено усіх претендентів на перемогу об'єднати в єдиній групі незалежно від віку. А для відродження жанру дитячої пісні введено обов'язкове правило — одна з конкурсних пісень має бути з дитячого мультфільму, кінофільму, мюзиклу, вистави, казки тощо.

#### Переможці
| Категорія      | Група         |                                                           | Переможці                                                    |
| -------------- | ------------- | --------------------------------------------------------- | ------------------------------------------------------------ |
| Вокалістки     | молодша група | I премія                                                  | Вікторія Петрик, 7 років, с. Нерубайське Одеської області    |
| Вокалістки     | молодша група | II премія                                                 | Катерина Давиденко, 10 років, м. Донецьк                     |
| Вокалістки     | молодша група | II премія                                                 | Тетяна Шкіра, 10 років, м. Чернівці                          |
| Вокалістки     | молодша група | III премія                                                | Тетяна Остапчук, 9 років, м. Червоноград Львівської області  |
| Вокалістки     | середня група | I премія                                                  | Надія Дорофєєва, м. Сімферополь                              |
| Вокалістки     | середня група | ???                                                       |                                                              |
| Вокалістки     | середня група | ???                                                       |                                                              |
| Вокалістки     | старша група  | I премія                                                  | Анастасія Каменських, м. Київ                                |
| Вокалістки     | старша група  | ???                                                       |                                                              |
| Вокалістки     | старша група  | ???                                                       |                                                              |
| Вокалісти      | молодша група | I премія                                                  | Павло Скляров, м. Макарів Київської обл.                     |
| Вокалісти      | молодша група | ???                                                       |                                                              |
| Вокалісти      | молодша група | ???                                                       |                                                              |
| Вокалісти      | старша група  | I премія                                                  | Ярослав Рудий, 16 років, м. Світлодарськ Донецької області   |
| Вокалісти      | старша група  | II премія                                                 | Віталій Томнюк, 17 років, м. Київ                            |
| Вокалісти      | старша група  | III премія                                                | Юрій Самойлов, 15 років, м. Южне Одеської області            |
| Гурти          |               |                                                           | ??? «Сузір'я», м. Харків                                     |
| Гурти          | I премія      | Тріо «Конфеті», м. Одеса                                  |                                                              |
| Гурти          | II премія     | Дует «Мішель», м. Кривий Ріг Дніпропетровської області    |                                                              |
| Гурти          | III премія    | Тріо «Анліян», м. Київ                                    |                                                              |
| Гурти          | III премія    | Дует «Очаровашки», м. Дружківка Донецької області         |                                                              |
| Народний вокал |               | I премія                                                  | Марина Пархоменко, 13 років, с. Петрівське Київської області |
| Народний вокал | II премія     | Євгенія Джевага, 17 років, м. Дружківка Донецької області |                                                              |
| Народний вокал | III премія    | Яна Шейн, 13 років, м. Дружківка Донецької області        |                                                              |

За рішенням журі Гран-прі вокального конкурсу VII Всеукраїнського благодійного дитячого фестивалю «Чорноморські Ігри» виборола Анастасія Каменських.

#### Журі
До складу журі вокального конкурсу увійшли: Валерій Сасковець (промо-менеджер медіа-холдингу радіостанцій «Русское Радио Україна», «Хіт ФМ», Kiss Fm), Наталя Єфименко (викладач вокалу Київського державного коледжу естрадного та циркового мистецтв), Лілія Остапенко (композитор, співачка), Журі (генеральний продюсер Першого Всеукраїнського музичного каналу «М1»), Інна Вишняк (координатор фестивалю «Чорноморські Ігри»).

#### Гості фестивалю
Як гості фестивалю виступили група «Тріада», Анюта Славська, Віктор Павлік та Ірина Білик. Провели фестиваль Дмитро Єфименко та зовсім юна Оксана Кохановська.

#### Танцювальний конкурс
На танцювальний конкурс було надіслано понад 100 заявок. Після перегляду відеоматеріалів до участі у другому турі відібрано 33 колективи.
До журі танцювального конкурсу увійшли: Олександр Леоненко (заслужений артист України, заслужений працівник культури, доцент хореографії, головний балетмейстер Академічного театру драми та музкомедії м. Миколаєва), Володимир Шпудейко (хореограф, керівник проєкту «Джаз-степ-танц-клас», володар Гран-прі міжнародного конкурсу «Степ-парад»), Дмитро Криворучко (заслужений діяч мистецтв України, головний режисер «Таврійських Ігор»). Результати танцювального конкурсу:
Номінація «Екстрим»
| 1-е місце | «Бомонд», м. Новомосковськ         |
| 2-е місце | «Альянс», м. Чернігів              |
| 3-е місце | «Провінційний балет», м. Скадовськ |
| 3-е місце | «Зіронька», м. Перегінськ          |

Номінація «Шоу балет»
| 1-е місце | «Viva Dancer», м. Херсон |
| 1-е місце | «Мрія», м. Бершадь       |
| 1-е місце | «Юність», м. Кривий Ріг  |

Номінація «Народний танець»
| 1-е місце | «Квіти України», м. Южноукраїнськ |
| 2-е місце | «Радість», м. Каховка             |
| 2-е місце | «Червона калина», м. Херсон       |

У танцювальному конкурсі Гран-прі було присуджено ансамблю «Браво»з м. Одеса.

#### Інші заходи
На скадовській набережній та у ДОТ «Слава» пройшов III міжнародний фестиваль повітряних зміїв «Кольорове небо».
У холі палацу культури ім. Т. Г. Шевченка відкрилася виставка дитячих малюнків, в якій взяли участь діти, які відпочивають у цей час у численних пансіонатах м. Скадовська. Темами дитячої творчості були «Я досягну успіху без куріння» та «Я люблю небо». А 22 липня на березі моря відбувся конкурс скульптур з піску та конкурс графіті. Ось результати цих конкурсів:
Конкурс на кращий малюнок за темою «Я досягну успіхну без куріння»
| 1-е місце | «Успіх, здоров'я, щастя» (Олексій Карпенко, м. Київ)                           |
| 1-е місце | "Олексій Лисенко (табір «Білі крила»)                                          |
| 2-е місце | «Я досягну успіху без куріння» (Марійка Таран, с. Чемер Чернігівської області) |
| 2-е місце | Євгенія Смірнова (база «Таврія»)                                               |
| 2-е місце | «Крик у майбутнє» (Лілія Артисюк, м. Луцьк)                                    |

Конкурс на кращий малюнок за темою «Я люблю небо»
| 1-е місце | «Орел», Даша Клименко                             |
| 1-е місце | «Все живе тягнеться до світла», Аня та Таня Шилко |
| 2-е місце | «10 років Аеросвіту!», Олена Коваленко            |
| 2-е місце | «В майбутнє з Аеросвітом!», м. Курій              |
| 3-е місце | «Повітряна куля», Наташа Дуцька                   |
| 3-е місце | «На крилах слави», Сергій Цибенко                 |

Скульптура на піску
| 1-е місце | команда «Повітряні змії» (Білорусь) |
| 1-е місце | табір «Веселка»                     |
| 2-е місце | табір «Таврія»                      |
| 2-е місце | табір «Орлятко»                     |
| 3-е місце | табір «Енергія»                     |
| 3-е місце | пансіонат «Скадовськ»               |

Приз глядацьких симпатій — скульптура «Дракон»

### 2005[12]
З 18 по 24 липня 2005 року в місті Скадовськ відбувся VIII Всеукраїнський благодійний дитячий фестиваль «Чорноморські Ігри».

#### Переможці
| Категорія  | Група         |            | Переможці                                                                          |
| ---------- | ------------- | ---------- | ---------------------------------------------------------------------------------- |
| Вокалістки | молодша група | I премія   | Катерина Суботова, 10 років, м. Черкаси                                            |
| Вокалістки | молодша група | II премія  | Ілона Галицька, 9 років, м. Миколаїв                                               |
| Вокалістки | молодша група | II премія  | Катерина Пащенко, 9 років, м. Кривий Ріг                                           |
| Вокалістки | молодша група | III премія | Катерина Шамрай, 9 років, с. Ярмолинці Хмельницької обл.                           |
| Вокалістки | середня група | I премія   | Тетяна Ільїна, 13 років, м. Харків                                                 |
| Вокалістки | середня група | I премія   | Марія Яременко, 12 років, м. Черкаси                                               |
| Вокалістки | середня група | II премія  | Христина Смачило, 13 років, м. Тернопіль                                           |
| Вокалістки | середня група | III премія | Ілона Рипневська, 14 років, м. Кам'янець-Подільський Хмельницької обл.             |
| Вокалістки | старша група  | I премія   | Ніка (Вероніка Дьякова, 15 років, м. Миколаїв                                      |
| Вокалістки | старша група  | I премія   | Ніна Шаталова, 17 років, м. Керч                                                   |
| Вокалістки | старша група  | II премія  | Анастасія (Анастасія Яценко), 16 років, м. Київ                                    |
| Вокалістки | старша група  | II премія  | Марина Шаповалова, 17 років, м. Кривий Ріг                                         |
| Вокалістки | старша група  | III премія | Маша Суша, 15 років, м. Запоріжжя                                                  |
| Вокалісти  | молодша група | I премія   | В'ячеслав Марчук, 12 років, м. Вінниця                                             |
| Вокалісти  | молодша група | II премія  | Дмитро Колесник, 12 років м. Новопсков Луганської обл.                             |
| Вокалісти  | молодша група | III премія | Кирило Каплуновський, 10 років, м. Дзержинськ Донецької обл.                       |
| Вокалісти  | молодша група | III премія | Назар Слюсарчук, 13 років, м. Залищики Тернопільської обл.                         |
| Вокалісти  | молодша група | III премія | Володимир Бакрадзе, 13 років, м. Харків                                            |
| Вокалісти  | старша група  | I премія   | Олександр Калашніков, 15 років, м. Дзержинськ Донецької обл.                       |
| Вокалісти  | старша група  | II премія  | Іван Дорн, 16 років, м. Славутич Київської обл.                                    |
| Вокалісти  | старша група  | III премія | Сергій Гринкевич, 17 років, м. Дзержинськ Донецької обл. (не брав участь у фіналі) |

Гран-прі вокального конкурсу VIII Всеукраїнського благодійного дитячого фестивалю «Чорноморські Ігри» виборола Ніка (Вероніка Дьякова), 15 років, м. Миколаїв.

#### Журі
Наталя Єфименко (викладач вокалу Київського державного коледжу естрадного та циркового мистецтва), Лілія Остапенко (композитор, співачка), Валерій Сасковець (керівник спецпроєктів холдингу радіостанцій «Кісс ФМ», «Хіт ФМ», «Русское радио Украина», Едуард Клім (генеральний директор рекордингової компанії Lavina Music), Олександр Чуніхін (заслужений діяч мистецтв, професор, директор Київського державного коледжу естрадного та циркового мистецтва), Олег Барабаш, Олександр Завальський.

#### Гості фестивалю
В якості гостей фестивалю виступила група XS, Марта, група «Алібі», група 2 Step та Гайтана. Провели фестиваль Дмитро Єфименко та Оксана Кохановська.

#### Танцювальний конкурс
Всього на участь у танцювальному конкурсі було надіслано понад 150 заявок. Після перегляду відеоматеріалів до участі журі відібрало 36 колективів.
Журі танцювального конкурсу — Олександр Леоненко (Заслужений артист України, доцент хореографії, головний балетмейстер Миколаївського академічного музичного театру), Дмитро Криворучко (Заслужений діяч мистецтв України, головний режисер фестивалю «Таврійські Ігри»), Володимир Марін (режисер-постановник, викладач акторської майстерності Київського державного коледжу естрадного та циркового мистецтва), Тетяна Денисова (хореограф-постановник, викладач хореографії Київського державного коледжу естрадного та циркового мистецтва).
Переможцями танцювального конкурсу у номінаціях стали:
Народний танець
«Роси світанку» м. Львів
«Сузір'я України» м. Маріуполь
Театр танцю
«Бродвей» м. Чернігів
Шоу-балет
«Оазис» м. Херсон
Брейк-данс
«Альянс» м. Чернігів
Стилізований фолк
«Посмішка» м. Харків
Естрадний танець
«Майстер-клас» м. Київ
Ритм-балет
«Фенікс» м. Запоріжжя
Екстрім
«Флеш» м. Херсон
Гран-прі було присуджено ансамблю «Оазис» м. Херсон.

#### Інші заходи
У рамках дитячого фестивалю «Чорномоські Ігри» проводився конкурс дитячого малюнка від спонсорів фестивалю компанії LG Electronics та дитячого журналу «Пізнайко».
Проведено вчетверте Міжнародний фестиваль повітряних зміїв «Кольорове небо».

### 2007[13]
З 1 по 5 серпня 2007 року у Скадовську, на березі Чорного моря за підтримки Міністерства культури і туризму України пройшов IX Всеукраїнський благодійний дитячий фестиваль «Чорноморські Ігри». 750 дітей із різних куточків України взяли участь в основних конкурсних програмах фестивалю (вокальному та танцювальному та ще близько 1000 — у великому дитячому святі, яке самі діти охрестили «Казкою на березі Чорного моря».

#### Переможці
| Категорія  | Група         |                        | Переможці                                             |
| ---------- | ------------- | ---------------------- | ----------------------------------------------------- |
| Вокалістки | молодша група | I премія               | Христина Ткачук, м. Коломия                           |
| Вокалістки | молодша група | II премія              | Юля Гавриленко, м. Одеса                              |
| Вокалістки | молодша група | III премія             | Катя Газіна, м. Кам'янець-Подільський                 |
| Вокалістки | молодша група | III премія             | Іра Барилюк, м. Хмельницький                          |
| Вокалістки | середня група | I премія               | Катя Давиденко, м. Донецьк                            |
| Вокалістки | середня група | II премія              | Ілона Галицька, м. Миколаїв                           |
| Вокалістки | середня група | III премія             | Ліза Марченко, м. Київ                                |
| Вокалістки | середня група | III премія             | Влада Гільманова, м. Сімферополь                      |
| Вокалістки | старша група  | I премія               | Оксана Комар, м. Кривий Ріг                           |
| Вокалістки | старша група  | I премія               | Аліна Попова, м. Харків                               |
| Вокалістки | старша група  | II премія              | Валерія Чорномаз, смт. Нова Водолега Харківської обл. |
| Вокалісти  | молодша група | I премія               | Ростислав Тодореску, м. Сторожинець                   |
| Вокалісти  | молодша група | II премія              | Влад Каращук,, м. Київ                                |
| Вокалісти  | молодша група | III премія             | Дмитро Бородін, м. Донецьк                            |
| Вокалісти  | старша група  | I премія               | ?                                                     |
| Вокалісти  | старша група  | II премія              | ?                                                     |
| Вокалісти  | старша група  | III премія             | ?                                                     |
| Гурти      |               | I премія               | Fresh-time, м. Вінниця                                |
| Гурти      | II премія     | «Каприз», м. Миколаїв  |                                                       |
| Гурти      | III премія    | «Журавочка», м. Харків |                                                       |

Гран-прі вокального конкурсу IX Всеукраїнського благодійного дитячого фестивалю «Чорноморські Ігри» виборов 13-ти річний Ростислав Тодореску з м. Сторожинець Чернівецької області.
Спеціальний приз від Тіни Кароль — сертифікат на 10 тис.грн. для запису пісні — отримала Ліза Марченко.

#### Журі
У складі журі вокального конкурсу працювали: Валентин Коваль (генеральний продюсер міжнародного музичного каналу М1), Сергій Кузін (генеральний директор «Русского Радіо Україна»), Валерій Сасковець (керівник спецпроєктів холдингу радіостанцій «Русскоє Радіо Україна», «Хіт ФМ», «Кісс ФМ», Олена Мозгова (музичний продюсер Першого національного телеканалу), Оксана Гончарук (редактор відділу культури газети «Комсомольская правда в Украине»), Вікторія Муратова (завідувачка відділу культури газети «Киевские ведомости»), Тіна Кароль, Віталій Козловський.

#### Гості фестивалю
Як гості фестивалю виступили Тіна Кароль, Віталій Козловський та лауреати дитячого «Євробачення». Провів фестиваль Дмитро Єфименко.

#### Танцювальний конкурс
У танцювальному конкурсі Гран-прі було присуджено ансамблю «Фенікс» з м. Запоріжжя. Таке рішення прийняло журі у складі: Олександр Леоненко (Заслужений артист України, доцент хореографії, головний балетмейстер Миколаївського академічного музичного театру), Володимир Шпудейко (хореограф, керівник проєкту «Джаз-степ-танц-клас», володар Гран-прі міжнародного конкурсу «Степ-парад»), Тетяна Денисова (хореограф-постановник), Віктор Книш (головний режисер фестивалю)

#### Інші заходи
Окрім вокального та танцювального конкурсів в рамках фестивалю відбулися такі супутні заходи як карнавал, дитяча дискотека, конкурс малюнків, скульптур з піску, графіті. Вперше на фестивалі працювало містечко майстрів, у якому юні та дорослі майстри навчали ремеслу усіх бажаючих.

### 2008[14]
З 29 липня по 3 серпня 2008 року у м. Скадовську за сприяння Міністерства культури і туризму України пройшов X Ювілейний Всеукраїнський благодійний дитячий фестиваль «Чорноморські Ігри». У цьому святі, яке самі учасники називають «Казкою на березі Чорного моря», взяли участь близько 2 тисяч дітей.

#### Переможці
| Категорія  | Група         |            | Переможці                                          |
| ---------- | ------------- | ---------- | -------------------------------------------------- |
| Вокалістки | молодша група | I премія   | Чижикова Дарина, м. Дніпропетровськ                |
| Вокалістки | молодша група | II премія  | Кирилова Кіма, м. Чернівці                         |
| Вокалістки | молодша група | III премія | Маковійчук Олександра, м. Щипинці Чернівецька обл. |
| Вокалістки | молодша група | IV премія  | Гавриленко Юлія, м. Одеса                          |
| Вокалістки | середня група | I премія   | Галеніна Марія, м. Світлодарськ Донецька обл.      |
| Вокалістки | середня група | II премія  | Філімонова Юлія, с. Костянтинівка Херсонська обл.  |
| Вокалістки | середня група | III премія | Суботова Катерина, м. Черкаси                      |
| Вокалістки | середня група | IV премія  | Полякова Тетяна, м. Луганськ                       |
| Вокалістки | середня група | V премія   | Поліщук Ганна, м. Київ                             |
| Вокалістки | старша група  | I премія   | Демченко Вікторія, м. Харків                       |
| Вокалістки | старша група  | I премія   | Мачулайтіс Діана, м. Кам'янець-Подільський         |
| Вокалістки | старша група  | II премія  | Марта Малишняк, с. Зимна Вода Львівська обл.       |
| Вокалістки | старша група  | III премія | Кулик Яна, м. Лубни                                |
| Вокалістки | старша група  | IV премія  | Рошкулець Ірина, м. Чернівці Полтавська обл.       |
| Вокалісти  | молодша група | I премія   | Каращук Влад, м. Київ                              |
| Вокалісти  | молодша група | II премія  | Бородін Дмитро, м. Донецьк                         |
| Вокалісти  | молодша група | II премія  | Васильєв Кирило м. Горностаївка Херсонська обл.    |
| Вокалісти  | старша група  | I премія   | Марчук В'ячеслав, м. Вінниця                       |
| Вокалісти  | старша група  | II премія  | Белік Владислав, м. Луганськ                       |
| Гурти      |               | I премія   | „Оле-Лукоє“, м. Луганськ                           |

За рішенням журі Гран-прі вокального конкурсу X Всеукраїнського благодійного дитячого фестивалю „Чорноморські Ігри“ виборов 11-річний Влад Каращук з м. Київ

#### Журі
У складі Журі вокального конкурсу цього разу працювали випускники „Чорноморських Ігор“: Тіна Кароль, Міка Ньютон, Іван Березовський, Юлія Войс та генеральний продюсер міжнародного музичного каналу М1 Валентин Коваль (голова журі).

#### Гості фестивалю
На честь 10-річного ювілею до Скадовська приїхали випускники „Чорноморських Ігор“: Тіна Кароль, Міка Ньютон, Надія Дорофєєва, Юлія Войс, Інна Говденко, Сніжана Фірсова, Аліна Чабан, Вікторія Петрик, Ілона Галицька, Ростислав Тодореску, Євген Анишко, Артем Солонік, Оксана Романюк, Іван Березовський, Ганна Палійчук, Вероніка Дьякова, Аліна Попова, Антонік, Lucky, Олександр Калашніков (група „Павліки Інтернешнл“), Іван Дорн (група Пара Нормальних»), Тимур Усманов (група Mixstyle), клуб акробатичного рок-н-роллу «Восторг» та інші.

#### Танцювальний конкурс
Журі: Олександр Леоненко (Заслужений артист України, доцент хореографії, головний балетмейстер Миколаївського академічного музичного театру), Володимир Шпудейко (хореограф, керівник проєкту «Джаз-степ-танц-клас», володар Гран-прі міжнародного конкурсу «Степ-парад») та Віктор Книш (головний режисер фестивалю). Результати -
Номінація «Народно-сценічний танець»
| 1-е місце | Народний художній колектив хореографічний ансамбль «Перлина», м. Запоріжжя      |
| 2-е місце | Клуб акробатичного рок-н-ролу «Восторг», м. Павлоград Дніпропетровської області |
| 2-е місце | Шоу-балет «Аліса», м. Керч                                                      |
| 3-е місце | Народний ансамбль танцю «Стрияночка», м. Стрий Львівської області               |
| 3-е місце | Зразковий художній колектив «Радість», м. Брянка                                |
| 3-е місце | Ансамбль народного танцю «Калиновий цвіт», м. Херсон                            |

Номінація «Сюрприз для Чорноморський ігор»
| 1-е місце | Шоу-балет «Аліса», м. Керч                     |
| 2-е місце | Школа сучасної хореографії «Тотус», м. Полтава |

Номінація «Естрадний танець»
| 1-е місце | Дитяча студія балету «А6», м. Київ                      |
| 2-е місце | Естрадно-спортивний колектив «Viva Dencer», м. Херсон   |
| 2-е місце | Дитячий танцювальний колектив «Мрія», Вінницька область |
| 3-е місце | Дитяча студія балету «А6» Excellence, м. Київ           |
| 3-е місце | Театр естрадно-спортивного танцю «Анжеліка», м. Харків  |

Номінація «Шоу-хореографія»
| 1-е місце | Клуб акробатичного рок-н-ролу «Восторг», м. Павлоград Дніпропетровської області |
| 2-е місце | Народний художній колектив хореографічний ансамбль «Перлина», м. Запоріжжя      |
| 2-е місце | Шоу-балет «Аліса», м. Керч                                                      |
| 3-е місце | «Танцювальна корпорація друзів», м. Ужгород                                     |
| 3-е місце | Народний театр сучасної хореографії «Фенікс», м. Запоріжжя                      |
| 3-е місце | Танцювальна студія «Бродвей», м. Чернігів                                       |

Спеціальний приз за оригінальність — Ансамбль «Степ-клас» (м. Київ).
Гран-прі було присуджено клубу акробатичного рок-н-роллу «Восторг» (м. Павлоград Дніпропетровської області).

#### Інші заходи
У рамках фестивалю відбулися конкурс серед вокалістів, конкурс танцювальних колективів, багато супутніх заходів та розваг, серед яких карнавал, дитяча дискотека, конкурс малюнків та скульптур з піску, графіті.
Під час «Чорноморських Ігор» було проведено благодійну акцію «Добро перемагає!» — усі, хто придбали компакт-диски випускників фестивалю та сувенірну продукцію, допомогли хворим дітям зі Скадовського реабілітаційно-відновлювального центру «Надія». Акція зібрала 9800 грн. Слід сказати, що Тіна Кароль, Міка Ньютон, Іван Дорн, Іван Березовський, група «Павліки Інтернешнл» віддячили автографами усім, хто взяв участь у цій благодійній акції.

### 2009[15]
З 22 по 24 серпня 2009 року у м. Скадовську за підтримки Прем'єр-міністра України Юлії Тимошенко відбувся XI Всеукраїнський благодійний дитячий фестиваль «Чорноморські Ігри», який було присвячено 18-ій річниці Незалежності України.
У святі взяли участь понад 2 тисячі дітей, які продемонстрували свої різнобічні творчі таланти. Ще близько 3 тисяч дітей, що відпочивають у Скадовську, були задіяні у карнавалі та супутніх заходах фестивалю.

#### Переможці
| Категорія  | Група         |            | Переможці                                           |
| ---------- | ------------- | ---------- | --------------------------------------------------- |
| Вокалістки | молодша група | I премія   | Вікторія Літвінчук, м. Городок Хмельницької області |
| Вокалістки | молодша група | II премія  | Софія Тарасова                                      |
| Вокалістки | молодша група | III премія | Анастасія Петрик                                    |
| Вокалістки | середня група | I премія   |                                                     |
| Вокалістки | середня група | II премія  |                                                     |
| Вокалістки | середня група | III премія |                                                     |
| Вокалістки | старша група  | I премія   | Рената (Рената Штіфель)                             |
| Вокалістки | старша група  | II премія  | Аліна Башкіна                                       |
| Вокалістки | старша група  | III премія |                                                     |
| Вокалісти  | молодша група | I премія   |                                                     |
| Вокалісти  | молодша група | II премія  |                                                     |
| Вокалісти  | молодша група | III премія |                                                     |
| Вокалісти  | старша група  | I премія   |                                                     |
| Вокалісти  | старша група  | II премія  |                                                     |
| Вокалісти  | старша група  | III премія |                                                     |
| Гурти      |               | I премія   |                                                     |
| Гурти      | II премія     |            |                                                     |
| Гурти      | III премія    |            |                                                     |

Гран-прі фестивалю у вокальному конкурсі виборола 10-річна Вікторія Літвінчук з м. Городок Хмельницької області.

#### Танцювальний конкурс
Гран-прі хореографічного конкурсу дістався дитячій студії балету А6 Exellence (м. Київ)

#### Інші заходи
У рамках «Чорноморських Ігор» відбулися конкурс вокалістів та конкурс танцювальних колективів, фестиваль пляжних ігрових програм, карнавал, шоу повітряних зміїв, вечірні розваги, конкурс малюнків та скульптур з піску, графіті.
Учасники фестивалю за допомогою організаторів подарували присутній на фестивалі Прем'єр-міністру України Юлії Тимошенко талісман на вдачу — бенгальське тигреня альбінос — символ 2010 року. Назвали його «ТигрЮля». Тигреня передали для опіки Ялтинському зоопарку.

### 2010[19]
З 10-го по 15 серпня 2010 року у м. Скадовську проходив XII Всеукраїнський благодійний дитячий фестиваль «Чорноморські Ігри». У конкурсних програмах фестивалю «Чорноморські Ігри» взяли участь понад 1200 дітей, які продемонстрували свої різнобічні творчі таланти. Ще близько тисячі дітей, що відпочивають у Скадовську, були задіяні у карнавалі та супутніх заходах фестивалю.

#### Переможці
В результаті прослуховування до фіналу пройшли наступні конкурсанти:
Солісти дівчата від 7-10 років (молодша група)
- Грицаєнко Інна, м. Фастів (10 років)
- Ігіна Аліса, м. Хмельницький (10 років)
- Сімулік Валерія, м. Харків (10 років)
- Кириченко Дарія, м. Одеса (9років)

Солісти дівчата від 11-13 років (середня група)
- Сідякіна Тетяна, м. Макіївка (11 років)
- Логозар Ольга, м. Чернівці (13 років)
- Приймак Анна, Запорізька обл., с. Дніпрорудне (13 років)

Солісти дівчата від 14-16 років (старша група)
- Мирошниченко Діана, м. Київ (14 років)
- Маліченко Вікторія, м. Київ (15 років)
- Субботова Катерина, м. Черкаси (15 років)

Солісти хлопці
- Афанасьєв Іван, м. Суми (16 років)
- Ліс'їх Артем, м. Дніпропетровськ (10 років)
- Нажига Павло, м. Чернівці (15 років)
- Бойченко Влад, м. Одеса (14 років)

Вокальна шоу-група
- Шоу-група «Оле-Лукоє», м. Луганськ
- Шоу-група «Некст», м. Черкаси
- Шоу-група «Ля-ля-фа», м. Кривий Ріг
- Вокально-естрадний ансамбль «Забава» (старша група), м. Київ

| Категорія  | Група         |            | Переможці |
| ---------- | ------------- | ---------- | --------- |
| Вокалістки | молодша група | I премія   |           |
| Вокалістки | молодша група | II премія  |           |
| Вокалістки | молодша група | III премія |           |
| Вокалістки | середня група | I премія   |           |
| Вокалістки | середня група | II премія  |           |
| Вокалістки | середня група | III премія |           |
| Вокалістки | старша група  | I премія   |           |
| Вокалістки | старша група  | II премія  |           |
| Вокалістки | старша група  | III премія |           |
| Вокалісти  | молодша група | I премія   |           |
| Вокалісти  | молодша група | II премія  |           |
| Вокалісти  | молодша група | III премія |           |
| Вокалісти  | старша група  | I премія   |           |
| Вокалісти  | старша група  | II премія  |           |
| Вокалісти  | старша група  | III премія |           |
| Гурти      |               | I премія   |           |
| Гурти      | II премія     |            |           |
| Гурти      | III премія    |            |           |

Гран-прі фестивалю у вокальному конкурсі виборов 15-річний Павло Нажига з м. Чернівці.

#### Журі
Конкурсантів прослуховувало журі у складі: Олег Чорний (продюсер, хореограф), Ігор Прима (звукорежисер), Валерій Сасковець (представник «Русского Радио»), випускники «Чорноморських Ігор» Іван Березовський та Надія Дорофєєва, володарка 2-ї премії конкурсу «Нова хвиля 2010» Тетяна Ширко.

#### Гості фестивалю
Гості — Кирило Туріченко, Іван Березовський, Надія Дорофєєва, Тамерлан та Олена Омаргалієва, Гайтана, Злата Огнєвич та тріумфаторка «Нової хвилі 2010» Тетяна Ширко. Провели фестиваль Дмитро Бурундуков та юна кінозірка Соня Стеценко (героїня серіалу «Свати»).

#### Танцювальний конкурс
Номінація «Дивосвіт»
- Дитячий ансамбль народного танцю «Любисток», Кіровоградська обл., с. Івано-Благодатне
- Дитячий хореографічний ансамбль «Золоті діти», м. Трускавець
- Зразковий колектив естрадного танцю «Мрія», м. Вінниця

Номінація «Море кличе»
- Самодіяльний зразковий ритм-балет «Арс-нова», м. Брянка
- Зразковий колектив сучасного танцю «Клерико», м. Вишгород
- Дитяча студія балету «А6» «Exellence», м. Київ

Номінація «Street jam»
- Зразковий ансамбль естрадно-спортивного танцю «Фурор», м. Кременчук
- Театр естрадно-спортивного танцю «Анжеліка», м. Харків
- Зразковий ансамбль танцю «Юність», м. Павлоград
- Народний колектив шоу-балет «Антарес», м. Дніпропетровськ

Номінація «Dream dance»
- Народна студія сучасного танцю «Родничок», м. Макіївка
- Центр дитячої та юнацької танцювальної творчості «Ярмарок», м. Чернігів
- Зразковий ансамбль танцювальної мініатюри «Фламінго», м. Калуш
- Народний художній колектив — хореографічний ансамбль «Перлина», м. Запоріжжя
- Зразковий колектив естрадно-спортивного танцю «Візаві», м. Харків

Гран-прі хореографічного конкурсу виборов театр естрадно-спортивного танцю «Анжеліка» з м. Харків.

#### Інші заходи
Міжнародний фестиваль повітряних зміїв «Кольорове небо»
Конкурс малюнків на стіні, конкурс скульптур з піску
Дитяча дискотека (ДОТ «Слава»)

### 2011[20]
З 9 по 14 серпня 2011 року у м. Скадовськ Херсонської області проходив XIII Всеукраїнський благодійний дитячий фестиваль «Чорноморські Ігри». Ініціатор та засновник фестивалю — народний депутат України Микола Баграєв. Організатор– Всеукраїнський благодійний таврійський фонд. Співорганізатор — Скадовська міська рада.
Для того, щоб потрапити на Фестиваль, потрібно було пройти відбірковий тур. Близько 500 конкурсантів (35 учасників вокального конкурсу та 19 танцювальних колективів (424 танцюристи) взяли участь у конкурсних програмах Фестивалю та понад 2 тисяч дітей — у великому дитячому святі, яке самі учасники називають «Казкою на березі Чорного моря».

#### Переможці
| Категорія  | Група         |                                                       | Переможці                                      |
| ---------- | ------------- | ----------------------------------------------------- | ---------------------------------------------- |
| Вокалістки | молодша група | I премія                                              | Мар'яна Щербак, м. Біла Церква                 |
| Вокалістки | молодша група | II премія                                             | Валерія Хоменко, м. Біла Церква                |
| Вокалістки | молодша група | III премія                                            | Аліна Овчаренко, м. Київ                       |
| Вокалістки | середня група | I премія                                              | Валерія Сімулік, с. Пєсчін Харківської області |
| Вокалістки | середня група | I премія                                              | Вікторія Кобзар, м. Київ                       |
| Вокалістки | середня група | II премія                                             | Катерина Рибак, м. Нововолинськ                |
| Вокалістки | середня група | III премія                                            | Марія Дворянкіна, м. Артемівськ                |
| Вокалістки | старша група  | I премія                                              | Олена Чукаленко, м. Київ                       |
| Вокалістки | старша група  | I премія                                              | Ганна Кудряшова, м. Біла Церква                |
| Вокалістки | старша група  | II премія                                             | Дар'я Швецова, м. Донецьк                      |
| Вокалісти  |               | I премія                                              | Михайло Кірчанов, м. Миколаїв                  |
| Вокалісти  | II премія     | Микола Задерей, м. Київ                               |                                                |
| Вокалісти  | II премія     | Кирило Васильєв, смт Горностаївка Херсонської області |                                                |
| Гурти      |               | I премія                                              | шоу-група «Каприз Juniors», м. Миколаїв        |
| Гурти      | II премія     | шоу-група «Аква», м. Донецьк                          |                                                |
| Гурти      | II премія     | тріо «Newcomers», м. Черкаси                          |                                                |

За рішенням журі Гран-прі вокального конкурсу XIII Всеукраїнського благодійного дитячого фестивалю «Чорноморські Ігри» виборола 11-річна Валерія Сімулік з села Пєсочін Харківської області.

#### Журі
Журі вокального конкурсу — Валентин Коваль, Голова журі, Генеральний директор телеканалу М1; Валерій Сасковець, програмний директор «Русское радио»; Олена Мозгова, музичний продюсер; Наталія Єфименко, викладач вокалу; виконавці Олександр Кривошапко, Еріка, Володимир Ткаченко, Надя Дорофєєва

#### Гості фестивалю
У заключному гала-концерті взяли участь зіркові гості Фестивалю: Олександр Кривошапко, Еріка, гурт «Время и Стекло».

#### Танцювальний конкурс
У танцювальному конкурсі Гран-прі було присуджено ансамблю танцю «Барвінок» з міста Луганськ. Хореографічний конкурс оцінювало журі у складі: Олександр Леоненко, Голова журі, Заслужений артист України, Заслужений працівник культури; Віктор Книш, Головний режисер фестивалю «Чорноморські Ігри»; Олена Титова, керівник Зразкового Клубу Акробатичного рок-н-ролу «Восторг»; Юрій Бус, Головний балетмейстер Херсонського музично-драматичного театру ім. м. Куліша; Павло Івлюшкін, Головний балетмейстер-постановник українського театру ім. В.Василька; хореограф міжнародного рівня Тетяна Кривошапко (Денисова).

#### Інші заходи
Впродовж фестивальних днів талановиті діти віком від 6 до 16 років мали можливість продемонструвати свої таланти у вокальному та хореографічному конкурсах, конкурсі малюнків (на стіні, на асфальті, на папері), конкурсі скульптур з піску, конкурсі на кращу карнавальну колону.

### 2012[21]
22 липня у м. Скадовськ завершився XIV Міжнародний благодійний дитячий фестиваль"Чорноморські Ігри". Впродовж 6-ти фестивальних днів творчі змагання відбувалися серед дітей віком від 6 до 17 років у кількох творчих номінаціях, головні серед яких — вокал та хореографія. Також організаторами були запропоновані конкурси театрального мистецтва та оригінального жанру, конкурс малюнків та ігрових програм. У другому турі вокального конкурсу взяли участь 66 вокалістів, 13 вокальних груп; у танцювальному — 21 колектив. Цього року фестиваль «Чорноморські Ігри» отримав статус міжнародного, адже на майданчиках фестивалю виступали діти з Куби, Литви, Нідерландів, Росії, Білорусі, Молдови, Румунії, Вірменії і найбільша кількість учасників — з України. Цього року фестиваль проходив за підтримки Міністерства культури України.

#### Переможці
| Категорія      | Група         |                                                                | Переможці                                                     |
| -------------- | ------------- | -------------------------------------------------------------- | ------------------------------------------------------------- |
| Вокалістки     | молодша група | I премія                                                       | Багаєва Дана, 10 років, м. Владикавказ, Росія                 |
| Вокалістки     | молодша група | I премія                                                       | Баранаускайте Ругіле, 10 років, м. Каунас, Литва              |
| Вокалістки     | молодша група | ?                                                              | Бенітес Наталія, 9 років, Куба                                |
| Вокалістки     | молодша група | ?                                                              | Феджи Алучана, 8 років, м. Харків                             |
| Вокалістки     | молодша група | ?                                                              | Шапошникова Наталія, 10 років, м. Слов'янськ, Донецька обл.   |
| Вокалістки     | середня група | I премія                                                       | Грицаєнко Інесса, 12 років, м. Фастів, Київська обл.          |
| Вокалістки     | середня група | I премія                                                       | Причепій Інна, 13 років, м. Херсон                            |
| Вокалістки     | середня група | ?                                                              | Тарасова Софія, 11 років, м. Київ                             |
| Вокалістки     | середня група | ?                                                              | Рибко Габріеле, 12 років, м. Каунас, Литва                    |
| Вокалістки     | старша група  | I премія                                                       | Патріца, 14 років, м. Єреван, Вірменія                        |
| Вокалістки     | старша група  | ?                                                              | Волк Надія, 14 років, м. Кишинів, Молдова                     |
| Вокалістки     | старша група  | ?                                                              | Рибак Катерина, 14 років, г. Нововолинськ                     |
| Вокалістки     | старша група  | ?                                                              | Мощенко Аліна, 15 років, м. Могильов, Білорусь                |
| Вокалістки     | старша група  | ?                                                              | Гладій Катерина, 16 років, м. Бурштин, Івано-Франківська обл. |
| Вокалісти      | молодша група | I премія                                                       | не присуджувалась                                             |
| Вокалісти      | молодша група | ?                                                              | Миримський Марк, 7 років, м. Київ                             |
| Вокалісти      | молодша група | ?                                                              | Гаєв Іван, 9 років, м. Новопсков, Луганська обл.              |
| Вокалісти      | молодша група | ?                                                              | Старжинський Микита, 11 років, м. Могильов, Білорусь          |
| Вокалісти      | старша група  | I премія                                                       | Джиоєв Тимур, м. Владикавказ, Росія                           |
| Вокалісти      | старша група  | ?                                                              | Ден Сміт, 13 років, Нідерланди                                |
| Вокалісти      | старша група  | ?                                                              | Хворостян Дмитро, 16 років, м. Новопсков, Луганська обл       |
| Гурти          |               | I премія                                                       | Народний ансамбль «Калинка», м. Бровари, Київська обл.        |
| Гурти          | II премія     | Шоу-група «Оле-Лукоє», м. Луганськ                             |                                                               |
| Гурти          | III премія    | Шоу-група «Junior-Bomond», смт Новопсков, Луганська обл.       |                                                               |
| Народний вокал |               | I премія                                                       | Сергалієва Маліка, 11 років, м. Новопавлівськ, Росія          |
| Народний вокал | ?             | Роговець Марія, 11 років, м. Кривий Ріг, Дніпропетровська обл. |                                                               |
| Народний вокал | ?             | Кисла Валерія, 15 років, м. Звенігородка                       |                                                               |

Гран-прі фестивалю у вокальному конкурсі отримала 14-річна  Патріца (м. Єреван, Вірменія).
Спеціальний приз «Русского Радио Україна» отримала Інна Причепій (м. Нова Каховка, Україна).

#### Журі
До складу журі фестивалю були запрошені відомі особистості українського шоу-бізнесу: Валентин Коваль (генеральний директор телеканалу М1) — голова журі, Сергій Кузін (генеральний директор «Русского Радио»), Людмила Ложкіна (викладач естрадного вокалу вищої категорії, старший викладач «Сло'вянського університету» театрального факультету), Інна Вишняк (координатор фестивалю «Чорноморські Ігри»), Віктор Книш (головний режисер фестивалю «Чорноморські Ігри», режисер численних дитячих проєктів), Наталія Єфименко (викладач естрадного вокалу Київської муніципальної академії естрадного та циркового мистецтва), Ігор Прима (відомий звукорежисер), Вітаутас Жукас (композитор, артдиректор Міжнародного конкурсу юних талантів «KAUNAS TALENT»).

#### Гості фестивалю
Впродовж фестивалю до дітей завітали їхні кумири, більшість з яких свого часу були лауреатами «Чорноморських ігор» — Еріка, Ольга Цибульська, брати Борисенко, гурти «Діофільми», «Реал О» та  «Время и Стекло».

#### Танцювальний конкурс
Хореографічні колективи:
1. Зразковий художній колектив України «БРАВО», м. Одеса
2. Народний ансамбль танцю України «БАРВІНОК», м. Луганськ
3. Народний ансамбль естрадно-спортивного танцю «ФУРОР», м. Кременчук, Полтавська обл.
4. Ансамбль народного танцю «БОНВАРНОН», м. Владикавказ, Росія
5. Зразковий ансамбль естрадно-спортивного танцю «КАПРИЗ», м. Кременчук, Полтавська обл.
Номінація «Солісти»
Дует «Ручеек», «Знаю, ти є»;
Соло «Фурор», «Безсоння»;
Соло «Фламинго», «Спогади».
Гран-прі хореографічного конкурсу виборов ансамбль естрадно-спортивного танцю «Фурор» (м. Кременчук, Україна).

#### Інші заходи
Організатори підготували низку розважальних програм для дітей — карнавальну ходу вулицями міста, щоденні різноманітні конкурси на березі моря, спеціальні вечірні шоу-програми та чемпіонат з дитячих настільних ігор. У всіх акціях та заходах фестивалю взяли участь близько 3 тисяч дітей, що відпочивають у Скадовську. Цього року протягом всіх фестивальних днів працював дитячий прес-центр «Чорноморських ігор». Цікаво та вчасно інформували про всі заходи фестивалю переможці заочного інтернет-конкурсу юних журналістів. 36 on-line інтерв'ю з учасниками, гостями, членами журі та організаторами фестивалю, 14 годин on-line трансляції, понад 100 матеріалів на офіційному сайті «Чорноморських ігор» та близько 2000 фото в соціальних мережах — такий щоденник фестивалю створили юні журналісти.
Номінація «Русалочка фестивалю» — Суровая Анастасія, 9 років, м. Кривий Ріг, Дніпропетровська обл.

### 2013—2016— Фестиваль не проводився
У 2013 році фестиваль не проводився — на початок серпня 2013 року було заплановано проведення фестивалю, проте через відсутність фінансової підтримки з боку спонсорів, меценатів і органів влади проведення цього фестивалю стало неможливим.
У 2014, 2015 та 2016 роках фестиваль не проводився. Влітку 2016 року у ЗМІ поширилась інформація про прагнення керівництва Херсонської області відродити фестивалі «Таврійські ігри», що проводився у Каховці з 1992 по 2008 рік, та «Чорноморські ігри».

### 2017
Після перерви в 4 роки фестиваль повертається. З 1 червня по 1 липня відбувалися прослуховування конкурсних пісень у запису, а вже 13 та 14 липня проходило прослуховування конкурсантів наживо у місті Київ. Загалом, з-поміж 368 заявок на фестиваль до фінального етапу члени журі відібрали 53 учасників із різних куточків України. З 4 по 6 серпня відбулася фінальна частина наймасштабнішого дитячого фестивалю «Чорноморські ігри» у місті Скадовськ на Херсонщині. Ювілейний, п'ятнадцятий фестиваль пройшов під слоганом «Казка на березі Чорного моря».

#### Переможці[31][32][33]
| Категорія     | Група         |                                        | Переможці                            |
| ------------- | ------------- | -------------------------------------- | ------------------------------------ |
| Вокалістки    | молодша група | I премія                               | Дарина Красновецька, м. Вінниця      |
| Вокалістки    | молодша група | II премія                              | Ірина Шегеда                         |
| Вокалістки    | молодша група | III премія                             | Оля Гарбузюк                         |
| Вокалістки    | середня група | I премія                               | Єлизавета Волощенко, м. Херсон       |
| Вокалістки    | середня група | II премія                              | Єлизавета Костякіна                  |
| Вокалістки    | середня група | II премія                              | Софія Жукова                         |
| Вокалістки    | середня група | III премія                             | Тетяна Олексієнко                    |
| Вокалістки    | старша група  | I премія                               | Аліє Бекірова, смт. Кіровске         |
| Вокалістки    | старша група  | I премія                               | Катерина Данілкович, м. Хмельницький |
| Вокалістки    | старша група  | II премія                              | Ніна Бойкова                         |
| Вокалісти     | молодша група | I премія                               | Ярослав Рогальський, м. Херсон       |
| Вокалісти     | молодша група | II премія                              | Іван Клименко, м. Запоріжжя          |
| Вокалісти     | молодша група | III премія                             | Георгій Синжеряк                     |
| Вокалісти     | старша група  | I премія                               | Арсен Шавлюк, м. Київ                |
| Вокалісти     | старша група  | II премія                              | Віктор Шевченко                      |
| Вокалісти     | старша група  | III премія                             | Цино Балог                           |
| Гурти         |               | I премія                               | Острів дитинства, м. Львів           |
| Гурти         | II премія     | Квартет «4 долі»                       |                                      |
| Гурти         | III премія    | Дует Денис Довірак і Святослав Стеф'юк |                                      |
| Народний спів |               | I премія                               | Вероніка Морська, м. Біла Церква     |
| Народний спів | II премія     | Катерина Манізуна, м. Біла Церква      |                                      |
| Народний спів | III премія    | Біляна Мітєва                          |                                      |

Гран-прі фестивалю у вокальному конкурсі отримала 11-річна Єлизавета Волощенко.

#### Журі
До складу журі «Чорноморських Ігор» увійшли член Національної ради з питань телебачення і радіомовлення Валентин Коваль, Олена Мозгова, композитор Руслан Квінта, викладачка вокалу Альона Савінова, гендиректор каналу М1 Сергій Перцев, генеральна продюсерка М1 Натела Чхартішвілі-Зацаринна, музикант Сергій Кузін, гендиректор Хіт FM Віталій Дроздов, режисер Олег Бондарчук, Настя Каменських, Потап, Надія Дорофєєва, Positiff, Тіна Кароль і Михайло Хома.

#### Гості фестивалю
Зіркові гості: Потап і Настя Каменських, Оля Полякова, Світлана Тарабарова, Оля Цибульська, Ростислав Тодореску і Марія Яремчук, Dzidzio, Tayanna, Анюта Славська, Володимир Ткаченко, Віталій Козловський, Наталка Карпа, Індіра, My Ree, Open Kids, Тіна Кароль, Надія Дорофєєва, Positiff, Michelle Andrade, Alekseev та Monatik.

#### Інше
За три фестивальні дні концерти відвідало понад 60 000 глядачів.
MONATIK презентував новий гімн «Чорноморських ігор 2017», який він виконав на сцені разом зі своїми підопічними з команди Голос. Діти (Ніно Басілая, Вероніка Коваленко, Дарина Красновецька, дует «Налисники») та іншими учасниками Фестивалю

### 2018
Фестиваль тривав впродовж трьох днів з 27 по 29 липня 2018 року. Вперше український телеканал «М1» вів пряму трансляцію з місця подій кожен день. Цього року на вокальний конкурс зареєструвалися 563 конкурсанти. Після 2-х відбіркових турів в півфінал пройшли 50 вокалістів і вокальних груп дітей у віці від 6 до 16 років, які потім боролися за звання кращого виконавця на Скадовській набережній.

#### 1-й день: Півфінал
27 липня відбувся півфінал, в якому взяли участь 50 дітей-виконавців. Ввечері пройшов святковий концерт за участю відомих українських виконавців. Ведучими фестивалю стали Андрій Чорновол та Галина Завійська, ведучими бекстейджу — Денис Христов та Маша Виноградова.
| №  | Виконавець            | Пісні | Посилання в Youtube |
| -- | --------------------- | --- | ------------------- |
| 1. | Альоша та конкурсанти | цьогорічний гімн Чорноморських ігор |                     |
| 2  | Альоша                | «Безоружная», «Текіла», «На фоні Париж», «Калина», «Феромоны любви» |                     |
| 3  | «TamerlanIAlena»      | «Она не виновата», «Покопокохай», «Давай поговорим», «Потоки ветра», «Хочу с тобой» |                     |
| 4  | Тіна Кароль           | «Жизнь продолжается» «Не бойся, мальчик», «Всё во мне», «Ніжно», «Дикая вода», «Перечекати», «Сдаться ты всегда успеешь», «Мужчина моей мечты», «Выше облаков», «Помню», «Радио-бейби» |                     |

Варто зазначити, що Тіна Кароль та Олена Омаргалієва (вокалістка дуету «TamerlanIAlena») у дитинстві брали участь у конкурсі «Чорноморські ігри». Крім вище зазначених виконавців, гостями першого дня стали: бой-бенд «D-side Band» та Єлизавета Волощенко, володарка Гран-прі «Чорноморських ігор» (2017).

#### 2-й день: Фінал
28 липня відбувся фінал фестивалю. Зірковими гостями стали KISHE, Божена Дар, Michelle Andrade, Артем Пивоваров та гурт «Время и Стекло».
| № | Виконавець       | Пісні                                                                              | Посилання в Youtube |
| - | ---------------- | ---------------------------------------------------------------------------------- | ------------------- |
| 1 | KISHE            | «В літо», «До весни», «Нереальная», «Один день»                                    |                     |
| 2 | Божена Дар       | «Моє сонце»                                                                        |                     |
| 3 | Michelle Andrade | «Amor», «Хватит свистеть», «Musica»                                                |                     |
| 4 | Артем Пивоваров  | «Полнолуние», «Провинциальный», «Кислород»                                         |                     |
| 5 | «Время и Стекло» | «На стиле», «Имя 505», «Тролль», «Топ», «Абнимос/Досвидос», «Опасно 220», «Е, бой» |                     |

#### 3-й день: Гран-прі
29 липня відбувся гала-концерт, під час якого були вручені призи суперфіналістам (переможцям кожної з категорій) та було названо переможця гран-прі. Ведучими гала-концерту стали Микита Добринін та Оля Цибульська, ведучими бекстейджу — Андрій Чорновол, Міла Єремєєва та Маша Виноградова.
| №  | Виконавець            | Пісні                                                                                                  | Посилання в Youtube |
| -- | --------------------- | --- | ------------------- |
| 1. | Сергій Бабкін         | «Де би я», «Пробач», «Хто далі йде», «Привіт Бог»                                                      |                     |
| 2  | Олександр Пономарьов  | «Найкраща», «Полонений», «Ніченькою», «Сам собі країна» (Скрябін), «Він чекає на неї»                  |                     |
| 3  | Nikita Lomakin        | «Остальное не важно», «Икона», «На закате», «ANTISTRESS», «Хамелеон»                                   |                     |
| 4  | Оля Цибульська        | «Чекаю. Цьом», «Сонечко», «Сукня біла»                                                                 |                     |
| 5  | NK (Настя Каменських) | «#Этомояночь», «Дай мне», «Тримай», «Lomalo»                                                           |                     |
| 6  | Monatik               | «То от чего без ума», «Кружит», «Зашивает душу», «Важно», «УВЛИУВТ», «Мокрая», «Вечность», «Vitamin D» |                     |

#### Переможці
| Категорія     | Група         |                             | Переможці                              |
| ------------- | ------------- | --------------------------- | -------------------------------------- |
| Вокалістки    | молодша група | I премія                    | Довбуш Надія                           |
| Вокалістки    | молодша група | II премія                   | Бугайчук Дар'я                         |
| Вокалістки    | молодша група | III премія                  | Гарбузюк Ольга                         |
| Вокалістки    | середня група | I премія                    | Красновецька Дарина                    |
| Вокалістки    | середня група | II премія                   | Чорна Дарина                           |
| Вокалістки    | середня група | III премія                  | Швець Дарія                            |
| Вокалістки    | старша група  | I премія                    | Іващенко Еліна                         |
| Вокалістки    | старша група  | II премія                   | Алучана Феджи                          |
| Вокалістки    | старша група  | III премія                  | IZABELLA (Іващенко Ізабелла)           |
| Вокалісти     | молодша група | I премія                    | Політов Ярослав                        |
| Вокалісти     | молодша група | II премія                   | Галас Артур                            |
| Вокалісти     | молодша група | III премія                  | Сєрвєр Карабаєв                        |
| Вокалісти     | старша група  | I премія                    | Федоряка Владислав                     |
| Вокалісти     | старша група  | II премія                   | Березовський Вадим                     |
| Вокалісти     | старша група  | III премія                  | Хамза Рауль                            |
| Гурти         |               | I премія                    | Дует Аріна Ніконова та Віктор Шевченко |
| Гурти         | II премія     | Дитячий театр пісні Паприка |                                        |
| Гурти         | III премія    | Дует Анна та Ольга Ніконови |                                        |
| Народний спів |               | I премія                    | Лень Соломія                           |
| Народний спів | II премія     | Шегеда Ірина                |                                        |
| Народний спів | III премія    | Чирва Анна                  |                                        |

Володарем гран-прі стала Еліна Іващенко, відома своєю перемогою у конкурсі «Голос. Діти»-3 на телеканалі 1+1, де вона виступала в команді Тіни Кароль.

#### Журі
Оцінювало виступи учасників журі, до складу якого увійшли відомі фахівці музичної індустрії та мас-медіа: Валентин Коваль (член Національної ради з питань телебачення і радіомовлення), Руслан Квінта (композитор, музичний продюсер), Олександр Пономарьов (Народний артист України, співак, композитор), Олена Савінова (директор музичної школи А+, викладач вокалу), Нателла Чхартішвілі-Зацаринна (генеральний продюсер каналу «М1»), Олена Мозгова, Віталій Дроздов (генеральний директор «Хіт FM»), Роман Муха (продюсер телеканалу «М2»).

#### Гості фестивалю
Ліза Волощенко, Гурт D-SIDE BAND, ALYOSHA, TamerlanAlena, Тіна Кароль, Ярослав Рогальський, Божена Дар, Michelle Andrade, KISHE, Артем Пивоваров, Гурт Время и Стекло, Вероніка Морська, Гурт The Sixters, Nikita Lomakin, Оля Цибульська, Сергій Бабкін, Олександр Пономарьов, Monatik, NK(Настя Каменських)

### 2019
Цього року на вокальний конкурс фестивалю зареєструвалися понад 600 конкурсантів, це - рекордна кількість. У конкурсній програмі брали участь діти віком від 6 до 16 років. За призові місця змагалися 46 виконавців та вокальних груп, які пройшли до півфіналу після двох відбіркових турів.

#### Переможці
| Категорія     | Група         |                                                                | Переможці                                                                 |
| ------------- | ------------- | -------------------------------------------------------------- | ------------------------------------------------------------------------- |
| Вокалістки    | молодша група | I премія                                                       | Ткач Анна Андріївна, Волинська обл., м. Луцьк                             |
| Вокалістки    | молодша група | II премія                                                      | Бабій Поліна Денисівна, м. Одеса                                          |
| Вокалістки    | молодша група | II премія                                                      | Мартинюк Анастасія Владиславівна, м. Київ                                 |
| Вокалістки    | середня група | I премія                                                       | Харченко Поліна Сергіївна, м. Харків                                      |
| Вокалістки    | середня група | II премія                                                      | Кривенко Дарина Вікторівна, м. Київ                                       |
| Вокалістки    | середня група | III премія                                                     | Карімі Юлія Джавадівна, м. Київ                                           |
| Вокалістки    | старша група  | I премія                                                       | Жукова Софія Володимирівна, Київська обл., смт. Бородянка                 |
| Вокалістки    | старша група  | II премія                                                      | Валуйська Аліна Олександрівна, Луганська обл., смт Станиця Луганська      |
| Вокалістки    | старша група  | III премія                                                     | Левонова Анастасія Миколаївна, Львівська обл., м. Рава-Руська             |
| Вокалісти     | молодша група | I премія                                                       | Галас Артур Валерійович, Львівська обл., м. Рава-Руська                   |
| Вокалісти     | молодша група | II премія                                                      | Федченко Роман Валерійович, м. Чернігів                                   |
| Вокалісти     | молодша група | III премія                                                     | Уманець Єгор Миколайович, м. Одеса                                        |
| Вокалісти     | старша група  | I премія                                                       | Daniel Okaro/Окаро Даніель, м. Одеса                                      |
| Вокалісти     | старша група  | II премія                                                      | Свита Кирил Володимирович, Київська обл., м. Буча                         |
| Вокалісти     | старша група  | III премія                                                     | Березовський Вадим Вікторович, Хмельницька обл., м. Кам′янець-Подільський |
| Гурти         |               | I премія                                                       | Гурт «РінСен», Дніпропетровська обл., м. Нікополь                         |
| Гурти         | II премія     | Тріо SunShine, м. Харків                                       |                                                                           |
| Гурти         | III премія    | Дует «Гламурчик», м. Івано-Франківськ                          |                                                                           |
| Народний спів |               | I премія                                                       | Лень Соломія Андріївна, Львівська обл., м. Рава-Руська                    |
| Народний спів | I премія      | Фурман Валерія Сергіївна, Дніпропетровська обл., м. Кривий Ріг |                                                                           |
| Народний спів | II премія     | Берест Наталія Сергіївна, м. Суми                              |                                                                           |

Володарем гран-прі стала Фурман Валерія.

#### Журі
Оцінювало конкурсантів авторитетне журі, до складу якого увійшли відомі фахівці музичної індустрії та мас-медіа: Валентин Коваль (член Національної ради з питань телебачення і радіомовлення), Олександр Пономарьов (Народний артист України, співак та композитор), Альона Савінова (викладач вокалу), Натела Чхартішвілі-Зацаринна (генеральний продюсер каналу М1), Олена Мозгова (продюсер), Віталій Дроздов (генеральний директор Хіт FM), Роман Муха (продюсер каналу М2), Вадим Лисиця (композитор, музичний продюсер). Спеціальним членом журі цього дня став Тарас Тополя, лідер гурту Антитіла.

#### Гості фестивалю
Еліна Іващенко, Наталія Гордієнко, David Axelrod, Мята, Олександр Пономарьов, ALYOSHA, гурт Антитіла, Tarabarova, Віталій Козловський, Оля Цибульська, Melovin, Michelle Andrade, гурт MOZGI, Гурт Время и Стекло, Nikita Lomakin, Злата Огнєвіч, NK(Настя Каменських), Гурт The Hardkiss, Monatik.

### 2020— Фестиваль не проводився
Фестиваль скасовано (перенесено на 2021 рік) через COVID-19.
Також анонсовано, що буде тимчасово змінене положення про Фестиваль: «…усі діти, які подали заявки на „Чорноморські Ігри 2020“ та будуть відібрані до другого туру — живого прослуховування — автоматично потраплять до другого туру „Чорноморських Ігор 2021“. Заради цього ми тимчасово змінимо положення фестивалю аби надати можливість взяти участь у ньому дітям, які у 2021 році перетнуть 16-річний віковий рубіж…».

### 2021
18-й Всеукраїнський Благодійний Дитячий Фестиваль «Чорноморські Ігри» відбувся 20 — 22 серпня 2021 року у місті Скадовськ (Херсонська область) за підтримки Українського Культурного Фонду, Херсонської обласної ради та Херсонської обласної державної адміністрації. Екоенергетика Фестивалю — Віндкрафт Україна. Організатор — «Таврійські Ігри».

#### 1-й день: Півфінал
20 серпня завершився перший фестивальний день 18-го Всеукраїнського благодійного дитячого фестивалю «Чорноморські Ігри». Фестиваль було відкрито  офіційним гімном «Чорноморських Ігор».
Цього дня виступили зіркові гості та випускники фестивалю: Валерія Фурман (Гран-прі «Чорноморських Ігор»-2019), Ліза Волощенко (Гран-прі «Чорноморських Ігор»-2017), Ярослав Рогальський (1-е місце «Чорноморських Ігор — 2017»), Соломія Лень (1-е місце «Чорноморських Ігор — 2018, 2019»), Олександр Пономарьов, Анна Трінчер, СолоХа, гурт «Без Обмежень», DOROFEEVA (1-е місце «Чорноморських Ігор — 2004») та MONATIK.
На базі фестивалю розпочав роботу дискусійний клуб, першими гостями якого стали: Альона Савінова, Валентин Коваль та Віталій Дроздов.

#### 2-й день: Фінал[40]
21 серпня завершився фінал вокального конкурсу фестивалю «Чорноморські Ігри». Стали відомі імена дітей, які посіли перші місця у своїх категоріях.
На сцені виступили зіркові гості: MARIETTA  (1-е місце «Чорноморських Ігор — 2003»), МЯТА (конкурсантка «Чорноморських Ігор — 1998»), TAYANNA (3-е місце «Чорноморських Ігор — 2000»), «АНТИТІЛА» та Тіна Кароль (лауреат «Чорноморських Ігор–1999»).

#### 3-й день: Гран-прі[41]
22 серпня вперше в історії вокального конкурсу дитячого фестивалю «Чорноморські Ігри»  було вручено два Гран-прі.
На сцені виступили зіркові гості: DANTES, Оля Цибульська, NIKITA LOMAKIN, TARABAROVA, Артем Пивоваров, Max Barskih, «Go_A», NK.

#### Переможці
| Категорія     | Група                     |            | Переможці                                                  |
| ------------- | ------------------------- | ---------- | ---------------------------------------------------------- |
| Вокалістки    | молодша група 6-10 років  | I премія   | Шаманова Софія                                             |
| Вокалістки    | молодша група 6-10 років  | II премія  | Лаврів Лілія                                               |
| Вокалістки    | молодша група 6-10 років  | III премія | Ізмайлова Аліса                                            |
| Вокалістки    | середня група 11-13 років | I премія   | Самолюк Софія                                              |
| Вокалістки    | середня група 11-13 років | II премія  | Лаврентьєва Анастасія                                      |
| Вокалістки    | середня група 11-13 років | III премія | Коломойцева Вероніка                                       |
| Вокалістки    | середня група 11-13 років | III премія | Гарбузюк Ольга                                             |
| Вокалістки    | старша група 14-16 років  | I премія   | Шкідченко Софія                                            |
| Вокалістки    | старша група 14-16 років  | II премія  | Мазур Олександра                                           |
| Вокалістки    | старша група 14-16 років  | III премія | Лещук Ангеліна                                             |
| Вокалісти     | молодша група 6-11 років  | I премія   | Котенко Артем                                              |
| Вокалісти     | молодша група 6-11 років  | II премія  | Грищук Денис                                               |
| Вокалісти     | молодша група 6-11 років  | III премія | Макаренко Орест                                            |
| Вокалісти     | старша група 12-16 років  | I премія   | Карпук Ярослав                                             |
| Вокалісти     | старша група 12-16 років  | II премія  | Березовський Вадим                                         |
| Вокалісти     | старша група 12-16 років  | III премія | Абдельрахім Муаяд                                          |
| Гурти         | 6-16 років                | I премія   | Тріо Fusion                                                |
| Гурти         | 6-16 років                | II премія  | Марія та Олександра Данілови                               |
| Гурти         | 6-16 років                | III премія | Дует Вадим Березовський та Олександра Мазур                |
| Народний спів | 6-16 років                | I премія   | Харченко Поліна                                            |
| Народний спів | 6-16 років                | II премія  | Народний художній колектив "Вокальний ансамбль «Співограй» |
| Народний спів | 6-16 років                | III премія | Ткач Анна                                                  |

Вперше в історії вокального конкурсу дитячого фестивалю «Чорноморські Ігри»  було вручено два Гран-прі. За результатами голосування журі головний приз отримали одразу два учасники: Ярослав Карпук, 16 років, смт. Стара Вижівка, Старовижівський р-н, Волинська обл. та Софія Самолюк, 12 років, м. Київ.

#### Журі
Впродовж усіх етапів фестивалю незмінними членами журі були: Валентин Коваль (член Національної ради з питань телебачення і радіомовлення), Альона Савінова (викладач вокалу), Натела Чхартішвілі-Зацаринна (генеральний продюсер каналу М1), Тарас Тополя (лідер гурту АНТИТІЛА, молодіжний посол UNICEF в Україні), Олена Мозгова (музичний продюсер), Віталій Дроздов (генеральний продюсер ТАВР Медіа). Також до оцінювання учасників долучилися відомі артисти: Олександр Пономарьов, Сергій Танчинець та NK.

#### Гості фестивалю
Глядачі насолоджувалися виступами українських зірок, серед яких були: NK, DOROFEEVA, Тіна Кароль, TAYANNA, МЯТА, MARIETTA, Валерія Фурман, Ліза Волощенко, Ярослав Рогальський, Соломія Лень, TARABAROVA, Олександр Пономарьов, MONATIK, Max Barskih, Анна Тринчер, DANTES, NIKITA LOMAKIN, Оля Цибульська, Артем Пивоваров, гурти «БEZ ОБМЕЖЕНЬ», «АНТИТІЛА» та  «Go_A».
Провели три фестивальні дні ведучі телеканалу М1: Міла Єрємєєва, Оля Цибульська, Нікіта Добринін, Вікторія Батуі, Маша Виноградова, Денис Жупник, Галина Завійська, Таня Лі та Андрій Чорновол.

#### Інші заходи
Спортивну підготовку на «Чорноморських Іграх» забезпечував майданчик Air бадмінтону від Федерації бадмінтону України. Також на території фестивалю реалізовувалися проєкти U-Report та «Мій телефонний друг» від UNICEF.
До Дня Незалежності України відбувся ряд творчих конкурсів, таких як малюнок на стіні, скульптура з піску та фотоконкурс на тему «З любов'ю до України».

### 2022— Фестиваль не відбувся через російську окупацію Скадовська
У 2022 році фестиваль мав відбутися в 19-й раз, проте через повномасштабне російське вторгнення в Україну, що почалося 24 лютого 2022 року, внаслідок чого місто Скадовськ було окуповано, фестиваль не відбувся. Замість цього 25 вересня 2022 року в ефірі телемарафону «Єдині новини» (ICTV, Перший, Інтер, Рада, 1+1), на телеканалі M1 та на платформах медіапартнерів відбулась трансляція телемарафону «Для дітей заради майбутнього» за ініціативою Всеукраїнського благодійного Таврійського фонду.

### 2023
19-й Всеукраїнський благодійний дитячий фестиваль «Чорноморські Ігри» відбувся 12 та 13 серпня 2023 року. Вперше через окупацію Скадовська Росією фестиваль відбувся у Києві. Це був вимушений крок, оскільки постійне місце проведення «Чорноморських Ігор» у місті Скадовську знаходиться в тимчасовій окупації.

## Переможці Гран-прі
| Рік       | Переможець                                                  | Місто                                                       | Дж.                                                         |
| --------- | ----------------------------------------------------------- | ----------------------------------------------------------- | ----------------------------------------------------------- |
| 1998      | Гран-прі не присуджувався                                   | Гран-прі не присуджувався                                   | Гран-прі не присуджувався                                   |
| 1999      | Ганна Палійчук                                              | м. Червоноград ( Львівська область)                         | [ 5 ]                                                       |
| 2000      | Олександр Панайотов                                         | м. Запоріжжя                                                | [ 7 ]                                                       |
| 2001      | Анастасія Захарська                                         | м. Херсон                                                   | [ 8 ]                                                       |
| 2002      | Валентин Савенко                                            | м. Южноукраїнськ ( Миколаївська область)                    | [ 9 ]                                                       |
| 2003      | Аліна Стародумова                                           | м. Одеса                                                    | [ 11 ]                                                      |
| 2004      | Анастасія Каменських                                        | м. Київ                                                     | [ 34 ]                                                      |
| 2005      | Ніка (Вероніка Дьякова)                                     | м. Миколаїв                                                 | [ 12 ]                                                      |
| 2006      | Фестиваль не проводився                                     | Фестиваль не проводився                                     | Фестиваль не проводився                                     |
| 2007      | Ростислав Тодореску                                         | м. Сторожинець ( Чернівецька область)                       | [ 13 ]                                                      |
| 2008      | Влад Каращук                                                | м. Київ                                                     | [ 14 ]                                                      |
| 2009      | Вікторія Літвінчук                                          | м. Городок ( Хмельницька область)                           | [ 15 ]                                                      |
| 2010      | Павло Нажига                                                | м. Чернівці                                                 | [ 19 ]                                                      |
| 2011      | Валерія Сімулік                                             | с. Пісочин ( Харківська область)                            | [ 20 ]                                                      |
| 2012      | Патріца                                                     | м. Єреван ( Вірменія)                                       | [ 21 ]                                                      |
| 2013-2016 | Фестиваль не проводився                                     | Фестиваль не проводився                                     | Фестиваль не проводився                                     |
| 2017      | Єлизавета Волощенко                                         | м. Херсон                                                   | [ 46 ]                                                      |
| 2018      | Еліна Іващенко                                              | м. Бровари ( Київська область)                              | [ 47 ]                                                      |
| 2019      | Валерія Фурман                                              | м. Кривий Ріг ( Дніпропетровська область)                   | [ 48 ]                                                      |
| 2020      | Фестиваль не проводився                                     | Фестиваль не проводився                                     | Фестиваль не проводився                                     |
| 2021      | Ярослав Карпук                                              | смт. Стара Вижівка ( Волинська область)                     | [ 41 ]                                                      |
| 2021      | Софія Самолюк                                               | м. Київ                                                     | [ 41 ]                                                      |
| 2022      | Фестиваль не проводився через російську окупацію Скадовська | Фестиваль не проводився через російську окупацію Скадовська | Фестиваль не проводився через російську окупацію Скадовська |
| 2023      | Єва Генова                                                  | м. Костопіль ( Рівненська область)                          | [ 49 ]                                                      |